# 테러리즘의 역사
테러리즘의 역사는 그것의 정당성과 무관하게 테러리즘과 관련하여 유명하고, 역사적으로 중요한 개인, 단체 및 사건의 역사를 지칭한다. 학자들은 테러리즘이 논쟁의 여지가 있는 용어라는 데 동의하며, 테러리스트로 분류된 사람들 중 극소수만이 자신을 테러리스트로 인정한다. 일반적으로 비폭력주의자들은 폭력적인 분쟁을 자행하는 사람들을 테러리스트로 규정한다.
테러리즘의 뿌리와 관행은 1세기 시카리 광신도들로 추정된다. 물론 테러라는 용어의 특성상 범위를 어느 수준으로 규정하느냐에 따라, 유대인 지방에서 로마 통치에 협력한 자들을 암살한 위 단체가 테러리스트인지 다소 논쟁의 여지가 있다. '테러리즘'이라는 용어가 영어로 처음 사용된 것은 프랑스 혁명의 테러 통치 기간 동안 혁명 국가를 통치한 자코뱅파가 국가에 복종을 강요하고, 정적들을 위협하기 위해 단두대에 의한 대량 처형을 포함한 폭력을 사용했을 때이다. 이 용어는 19세기 중반 비정부 단체와 연관되기 전까지는 국가 폭력과 협박의 용도로만 사용되었다. 아나키즘 즉 무정부주의는 당시 떠오르는 민족주의 및 반 군주주의와 함께 테러와 연관되는 대표적 이념이었다. 19세기 말 무렵에는, 무정부주의 단체 및 개인들이 러시아 차르와 미국 대통령을 암살하기도 하였다.
20세기에 테러리즘은 수많은 무정부주의자, 사회주의자, 파시스트, 민족주의자 그룹과 계속해서 연관되었으며, 그들 중 다수는 ' 제3세계 ' 독립 투쟁에 참여했다. 일부 학자들은 또한 스탈린주의 소련 과 나치 독일 과 같은 국가들이 자행하는 조직적인 내부 폭력과 위협을 테러리스트로 분류하기도 했다.

## 정의

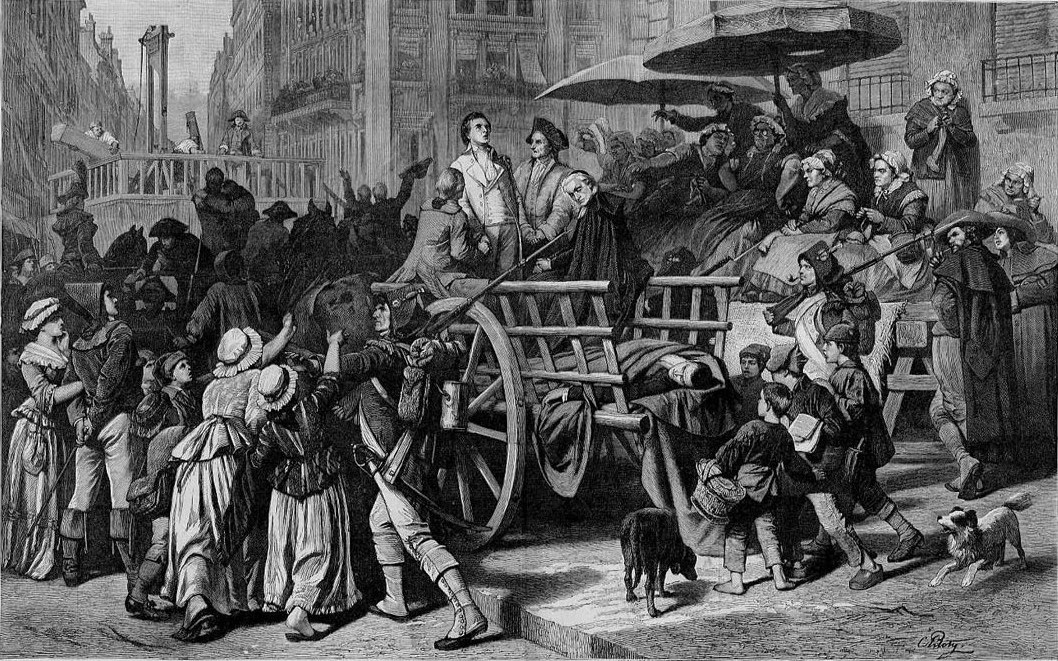
공포정치 시절 단두대로 향했던 "인민의 적"

많은 논의가 진행되었음에도 "테러리즘"이라는 용어에 대한 합의된 정의는 없다. 이것은 부분적으로 그 용어가 정치적으로나 정서적인 이유로 인하여 부과되기 때문이다. 즉 이 용어는 "일반적으로 자신의 적 또는 상대방에게 적용하는, 본질적으로 부정적인 의미를 가진 단어"라고 할 수 있다.
테러리스트라는 용어는 공포 통치 기간에 유래한 것으로 여겨진다.(1793년 9월 5일 – 1794년 7월 28일, 프랑스)  프랑스 혁명 기간 11개월 동안 집권한 자코뱅당은 집권체제의 적을 위협하고 국가에 대한 복종을 강요하기 위해 단두대에 의한 대량 처형으로 대표되는 폭력적 수단을 사용했다. 로베스피에르로 가장 유명한 자코뱅당은 때때로 스스로를 "테러리스트"라고 지칭했다. 그러나 일부 현대 학자들은 공포정치를 테러리즘의 한 형태로 간주하지 않는다. 부분적으로는 그것이 프랑스 국가에 의해 수행되었기 때문이다. 일례로 프랑스 역사가 Sophie Wahnich는 프랑스 혁명의 혁명적 테러 와 9.11 공격의 테러리스트를 별개로 구분한다.

## 초기 테러리즘
학자들은 테러리즘의 뿌리가 1세기의 시카리 광신도, 11세기의 하샤신, 19세기의 페니안 형제단과 나로드나야 볼야 또는 다른 시대로 거슬러 올라가는지에 대해 의견이 분분하다. 시카리 광신도와 하샤신은 아래에서 설명하고 페니안 형제단과 나로드나야 볼야는 이후 섹션에서 설명한다. 존 칼빈의 제네바 통치는 공포의 통치로 묘사되었다. 또한 테러리즘과 관련된 다른 역사적 사건으로는 1605년 영국 의회를 파괴하려는 시도인 화약 음모가 있다.
기원후 1세기, 유대 지방의 유대인 광신도들은 로마 제국에 반기를 들었고, 두 번째 성전을 운영하는 사두케파와 하스모네 왕조와 같은 저명한 협력자들을 죽였다. 동시대의 역사학자 요세푸스에 따르면, 갈릴리의 유대인들은 6세기에 작고 더 극단적인 광신도 분파인 시카리("단검남")를 형성했다. 그들의 칼날은 또한 성전 성직자, 사두케인, 헤로데인, 그리고 다른 부유한 엘리트들을 포함한 유대인 "협력자들"을 향한 것이었다. 요세푸스에 따르면, 시카리인들은 짧은 단검을 그들의 망토 밑에 숨기고, 큰 축제에서 군중들과 어울리며, 목표한 인물들을 죽이고, 당황한 군중들 속으로 사라졌다. 그들의 가장 성공적인 암살은 이스라엘의 대제사장 요나단의 암살이다.

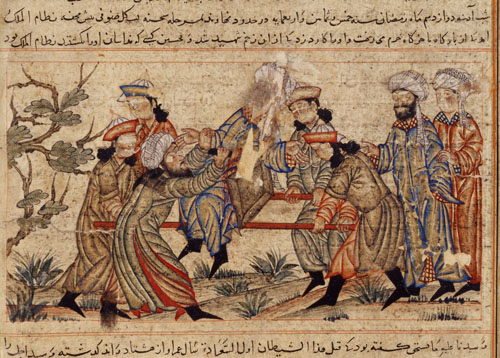
하산 에 사바흐의 암살자에 의한 사실상의 셀주크 통치자 니잠 알물크 암살

이슬람 세계에서 테러리스트라고 불리는 첫 번째 그룹은 Kharijites 로, Kharijites에 따르면 혈통이나 민족에 관계없이 모든 무슬림은 도덕적으로 올바르다면 칼리프로 봉사할 자격이 있다고 본다. 무슬림은 죄 많은 칼리프에 대항하여 반란을 일으켜 전복시켜야 할 의무가 있었다. 결과적으로 그들은 합법적인 통치자와 이슬람법을 지지하지 않는 무슬림 통치자 모두에게 반란을 일으킨다. Kharijites는 이슬람 역사상 처음으로 '탁피르' 를 수행하여 이단자로 간주되는 사람들을 죽임으로써 일종의 종교적인 방어 수단을 사용할 수 있도록 허용했다.  또한 이 종파는 이슬람주의의 후기 " 탁피르 " 교리와 유사성을 드러낸다. 그 예로 11세기 후반, 시아파 무슬림의 이스마일파의 파생인 하샤신이 나타났다. 하산 에 사바흐가 이끄는 파티마 칼리파국 및 셀주크 제국 통치에 반대하는 하샤신 민병대는 페르시아 전역의 알라무트 및 기타 요새 요새를 점령했다. 그들은 대중이 그들의 잔인한 통치에 대하여 반란을 일으키기 전에 잠시 이스파한에서 권력을 장악했다. 하샤신 군대는 적에게 군사적으로 도전하기에는 규모가 작았으므로 군사적으로 강력한 이웃과 동맹을 맺기 위해 도시 총독과 군 사령관을 암살했다. 예를 들어, 그들은 알레포의 리드완의 환심을 사려고 홈스의 통치자 야나 알-다울라를 죽였고, 다마스쿠스 섭정을 위하여 모술의 셀주크 에미르인 마우두드를 암살했다. 또한 하샤신은 보복성 암살을 수행했다. 테러리즘에 대한 일부 정의에 따르면, 이러한 암살은 테러리즘에 해당하지 않는다. 정치 지도자를 죽이는 것은 정적을 위협하거나 반란을 불러일으키지 않기 때문이다. ( 암살자에 의한 암살 목록 참조)
자유의 아들들은 1770년대에 보스턴과 뉴욕에서 결성된 비밀 결사대이다. 그것은 영국으로부터 미국 식민지의 독립이라는 정치적 의제를 가지고 있었다. 이 그룹은 테러로 간주될 수 있는 여러 행위에 참여했으며 그 행위를 선전 목적으로 사용했다.

## 화약 음모

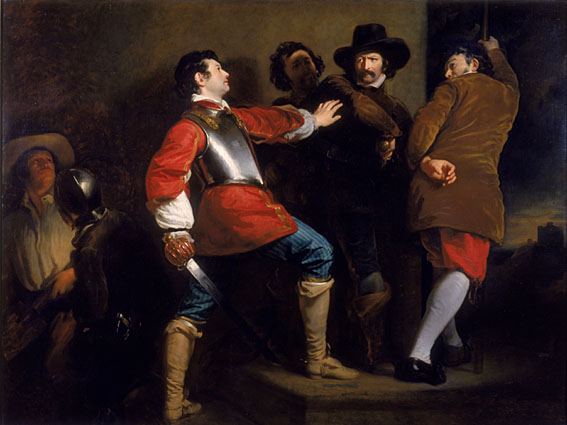
화약 음모의 발견과 가이 포크스 납치 (c. 1823) 헨리 페로넷 브릭스.

엘리자베스 1세가 그녀의 누이인 메리 1세 치하에서 개신교를 수년간 박해한 끝에 잉글랜드 성공회를 국교로 회복시킨 후, 교황 비오 5세는 그녀를 파문하고 영국 가톨릭 신자들에게 여왕을 퇴위시킬 것을 촉구했다. 그의 후계자 교황 식스토 5세와 스페인의 펠리페 2세는 여왕이 사촌 제임스 1세에 의해 물러난 후에도, 계속되는 그녀에 대한 수많은 음모를 지원했다.
1605년 11월 5일, 로버트 캐츠비(Robert Catesby)가 이끄는 음모자들은 제임스 1세의 개원식에 맞춰 잉글랜드 의회를 파괴하려고 시도했다.(화약은 가이 포크스가 조달하여 배치했다.) 이 단체는 제임스 1세와 양원 의원을 죽임으로써 쿠데타를 도모한 것이었다. 이들은 잉글랜드 미들랜드에서 반란을 일으키고 왕의 자녀 중 한 명을 꼭두각시 군주로 만든 다음 영국에 가톨릭 신앙을 회복시킬 계획을 세웠다.
이들은 상원 아래 석탄 저장고를 임대하고 1604년에 화약을 비축하기 시작했다. 주요 목표는 수백 명의 런던 시민을 죽이는 것이었다. 이는 영국 역사상 가장 파괴적인 테러 행위로 국가를 종교 전쟁에 빠뜨렸다. 영국의 스파이 마스터들은 음모를 밝혀내어 의회 지하에 화약을 두고 가이 포크스를 잡았다. 다른 공모자들은 스태퍼드셔주의 홀비치로 도망쳤다. 당국과의 11월 8일 총격전으로 Robert Catesby, Thomas Percy, 형제 Christopher와 John Wright가 사망했고 나머지는 체포되었다. 포크스와 다른 7명은 1606년 1월에 재판을 받고 처형되었다. 이들의 계획되었던 공격은 화약 음모로 알려졌으며, 매년 11월 5일 영국에서 불꽃놀이와 가이 포크스와 교황의 조각상이 있는 대형 모닥불로 기념된다. 현대에 들어서는 2001년 9월 11일 이슬람 테러리스트가 미국에서 공격한 것과 같은 현대적 종교 테러리즘과 화약 음모를 자주 비교하곤 한다

## 현대 테러리즘의 등장
테러리즘은 비정부 단체와 관련되기 시작한 19세기 중반까지 프랑스의 국가 테러 및 테러 통치와 관련이 있었다. 초기 비정부 테러리스트 그룹에는 자유 민주 정부 아래 이탈리아 반도를 통합하려는 민족주의자 카르보나리와 기계화된 섬유 공장을 공격하여 산업 혁명에 저항하려는 영국의 러다이트가 포함되었다. 테러리즘이라는 용어는 1840년대부터 정치적 폭력 행위에 점점 더 많이 사용되었다. 당시 떠오르던 민족주의와 무정부주의는 테러리즘과 관련된 가장 두드러진 이데올로기였다. 다양한 무정부주의 그룹의 공격으로 러시아 차르와 미국 대통령이 암살당하는 사건 또한 있었다.
19세기에는 강력하고 안정적이며 저렴한 폭발물이 개발되었고, 세계 통합은 전례 없는 수준에 도달했으며, 급진적인 정치 운동이 널리 영향력을 행사하는 형국이었다. 특히 다이너마이트의 사용은 무정부주의자들에게 영감과 동기를 부여하고, 전략적 사고의 중심을 구축했다.

### 아일랜드

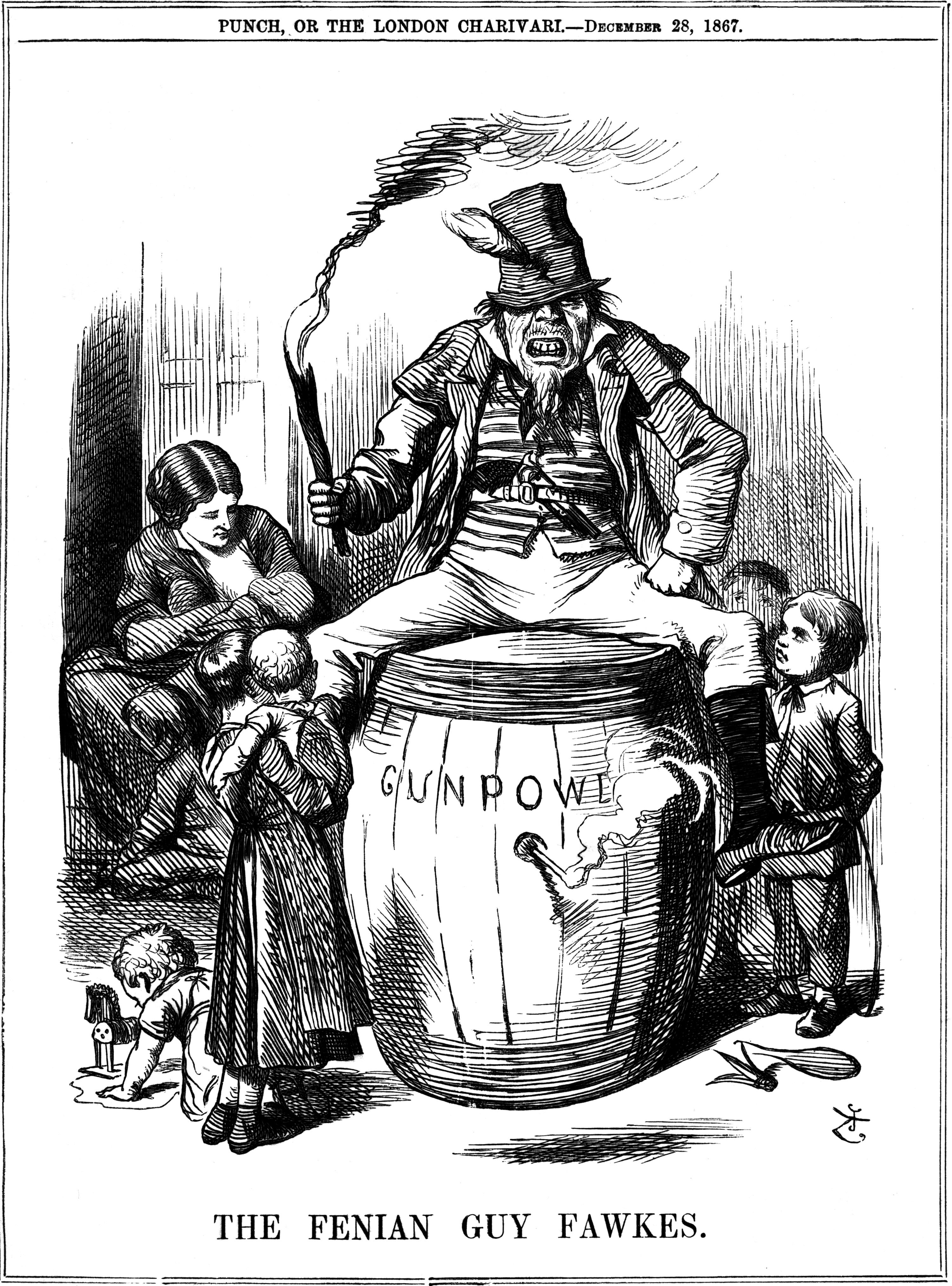
1867년 12월 28일 펀치 잡지에 실린 존 테니얼의 "페니안 가이 포크스"

현대적 테러 방법을 활용한 최초의 그룹 중 하나는 틀림없이 페니안 형제단 아일랜드 공화당 형제단의 분파였다. 그들은 둘 다 1858년에 아일랜드와 미국의 이민자 공동체 사이에서 혁명적이고 전투적인 민족주의자이자 가톨릭 단체로 설립되었다.
아일랜드에서 수세기에 걸친 영국의 통치가 지속된 후, 1840년대 대기근의 파괴적인 영향을 받은 이 혁명적인 단체는 아일랜드에 독립 공화국을 설립할 목적으로 설립되었으며, 폭력적인 수단을 동원하여 영국의 대도시를 공격하기 시작했다.
1867년에 운동 지도자들이 무장 봉기를 조직한 혐의로 체포되어 유죄 판결을 받았다. 감옥으로 이송되는 동안 그들을 수송하고 있던 경찰차가 습격을 받았으며 경찰 하사관이 그 과정에서 총에 맞았다. 클러큰웰 교도소에 수감된 또 다른 아일랜드 급진주의자에 대한 대담한 구출 시도가 같은 해에 이루어졌다. 감옥 벽을 철거하기 위한 폭발로 12명이 사망하고 많은 부상자가 발생했다. 일련의 사건들은 영국 대중을 고조시켜 페니안의 위협에 대한 공포를 불러 일으켰다.
아일랜드 공화당 형제단은 클러큰웰 폭격사건을 "끔찍하고 개탄스러운 사건"으로 비난했지만, 그 조직은 1881년부터 1885년까지 영국에서 페니안 다이너마이트 캠페인을 시작하여 최초의 현대 테러 캠페인 중 하나를 시작했다. 정치적 암살에 기초한 초기 형태의 테러 대신, 이 캠페인은 정치적 이득을 얻기 위해 영국 대도시의 중심부에 공포를 심는 것을 명시적으로 목표로 하였기 때문에, 현대적이고 시간 제한이 있는 폭발물을 사용했다. (윌리엄 유어트 글래드스턴 수상은 부분적으로 클러큰웰 폭격의 대응하여 아일랜드의 성공회 교회를 해체하였다. ) 이러한 캠페인은 또한 시대의 더 큰 통합적 성격을 이용했으며 폭격은 주로 미국의 페니안 형제단에서 자금을 지원하고 조직했다.
테러와의 전쟁을 위한 최초의 경찰 부대는 1883년 메트로폴리탄 경찰에 의해 처음에는 범죄 수사부 의 작은 부서로 설립되었다. 이들은 특수 아일랜드 지부 로 알려졌으며 아일랜드 공화당 형제단과 싸우기 위해 대테러 기술 훈련을 받았다. 부대의 임무가 수년에 걸쳐 꾸준히 확대됨에 따라 부대의 이름은 이후, 특수 분과로 변경되었다.

### 러시아

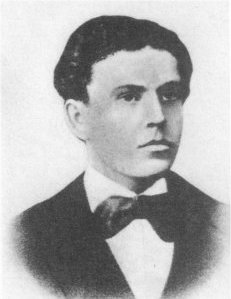
러시아의 차르 알렉산드르 2세를 암살한 테러리스트 Ignacy Hryniewiecki

1860년대부터 러시아 제국 지식인의 반체제 인사들은 로마노프 왕조의 차르 전제정을 전복하기 위해 정치적 폭력과 테러리즘을 사용한다는 생각에 점점 더 찬동했다. 인민주의자들은 농민 코뮌에 토지를 재분배하기 위해 폭력적인 혁명을 외쳤다. 니콜라이 체르니솁스키의 소설 "What Is to Be Done? " 은 인민주의자들 사이에서 인기를 끌었으며, 그의 캐릭터 Rakhmetov는 테러에 의존하는 러시아 반체제 인사의 역할 모델이 되었다.
인민주의자들은 농민들이 그들의 이데올로기를 지원하지 못하게 되자  무정부주의 또는 마르크스주의로 표류했다. 무정부주의자들은 대규모 반란이나 혁명을 고취하기 위해 정치적 적들에 대한 물리적 폭력이나 기타 도발적인 공공 행위를 옹호하는 " 행동 선전 "(또는 "행위에 의한 선전")이라는 개념을 발전시켰다. 이 개념과 관련된 최초의 개인 중 한 명인 이탈리아의 혁명가인 Carlo Pisacane (1818 – 1857)은 그의 "Political Testament"(1857)에서 "아이디어는 행동에서 나오는 것이지 그 반대는 아니다"라고 저술했다. 아나키스트 미하일 바쿠닌은 "현재의 위기에 대해 한 프랑스인에게 보내는 편지"(1870)에서 "우리는 우리의 원칙을 말이 아니라 행동으로 전파해야 한다. 그리고 그것은 가장 유명하고, 가장 설득력 있으며, 가장 저항할 수 없는 형태의 선전이어야 한다" 라고 말하였다.  프랑스 아나키스트 Paul Brousse (1844 – 1912)는 "행위의 선전"이라는 문구를 대중화했다. 1877년에 그는 1871년 파리 코뮌과 사회주의적 붉은 깃발을 도발적으로 사용한 베른의 노동자 시위를 예로 들었다. 그것은 곧 폭격, 국왕 살해 및 폭군 살해를 의미한다. 용어에 대한 이러한 새로운 이해를 반영하여 1895년 이탈리아 무정부주의자 에리코 말라테스타는 임박한 혁명을 촉발시키기 위한 폭력적인 공동체 반란으로 "행위에 의한 선전"(그는 사용에 반대함)을 묘사했다.
1878년 러시아에서 설립된 인민의 의지당 (러시아어로 Народная Воля, 영어로 People's Will )는 세르게이 네차예프와 "행위에 의한 선전" 이론가 Pisacane에서 영감을 받은 혁명적 무정부주의 그룹이다. 이 집단은 소규모 비국가 집단에 의한 후속 폭력의 특징이 될 "억압 지도자"의 표적 살해 와 같은 아이디어를 발전시켰고, 그들은 다이너마이트의 발명과 같은 시대의 발전하는 기술들을을 광범위하게 사용한 최초의 아나키스트(무정부주의자) 그룹이었으며 직접적으로 차별화된 공격을 할 수 있었다. 러시아 차르에 대한 민중 반란을 촉발시키려던 이 단체는 상트페테르부르크에서 저명한 정치인들을 총과 폭탄으로 살해했다. 또한 그들은 Vera Zasulich 및 Sergey Stepnyak-Kravchinsky 와 같은 체포된 회원의 재판을 선전으로 사용했다. 1881년 3월  일, 이 단체는 러시아의 차르 알렉산드르 2세를 암살하는 데 성공했다. 그러나 암살은 예상되는 혁명을 촉발하지 못했고 새로운 차르 알렉산드르 3세에 의한 계속되는 단속으로 그 단체는 끝나게 되었다.
개별적으로도 정치적 동기에 의한 폭력적인 사건은 지속되었다. 예를 들어, 1878년 이탈리아 무정부주의자 조반니 파사난테는 이탈리아의 움베르토 1세와 수상 베네데토 카이롤리를 칼로 찔러 부상을 입혔고, 다른 무정부주의자들은 군주제 정치 집회에 폭탄을 던졌다. 같은 해 독일 무정부주의자인 막스 회델 과 칼 노빌링은 카이저 빌헬름 1세를 암살하려 했고, 오토 폰 비스마르크 총리는 사회민주당을 금지하는 반사회주의법을 통과시킬 구실을 마련했다.  무정부주의는 노동 계급 유럽 이민자들과 함께 미국으로 퍼졌다. 비록 1886년 헤이마켓 사건 이후 영향력이 한 풀 꺾였지만, 그것에 대한 대중의 두려움은 미국 정치에서 계속 영향을 미쳤고, 미국의 조직적 노동 운동을 약화시켰다. 1893년 프랑스 무정부주의자 오귀스트 바일랑 (Auguste Vaillant)이 프랑스 하원 에 폭탄을 던져 1명이 다쳤다. Vaillant의 폭격 및 기타 폭격과 암살 시도에 대한 대응으로 프랑스 정부는 lois scélérates ("악당적인 법률")로 경멸적으로 알려지게 된 일련의 법률을 통과시켜 언론의 자유를 제한했다. 1894년에서 1896년 사이 무정부주의자들은 프랑스 대통령 마리 프랑수아 카르노, 스페인 총리 안토니오 카노바스 델 카스티요, 오스트리아-헝가리 황후 바이에른의 엘리자베스를 살해했다.

### 미국
미국 남북 전쟁 이전에 폐지론자 존 브라운은 노예 제도에 대한 무장 반대 운동을 옹호하고 실행하여 1856년에서 1859년 사이에 여러 차례 공격을 시작했으며 그의 가장 유명한 공격은 1859년 하퍼스 페리의 병기고에 대한 공격이다. 지방군은 곧 요새를 탈환했고 브라운은 반역죄로 재판을 받고 처형당했다. Brown의 전기 작가는 Brown의 목적이 "공포를 만들어 국가를 새로운 정치적 패턴으로 강제하는 것"이라고 기술했다. 2009년, 브라운 사망 150주년을 맞아 발행했던 저명한 간행물에서는 브라운을 테러리스트로 간주해야 하는지 여부를 놓고 논쟁이 일기도 했다.

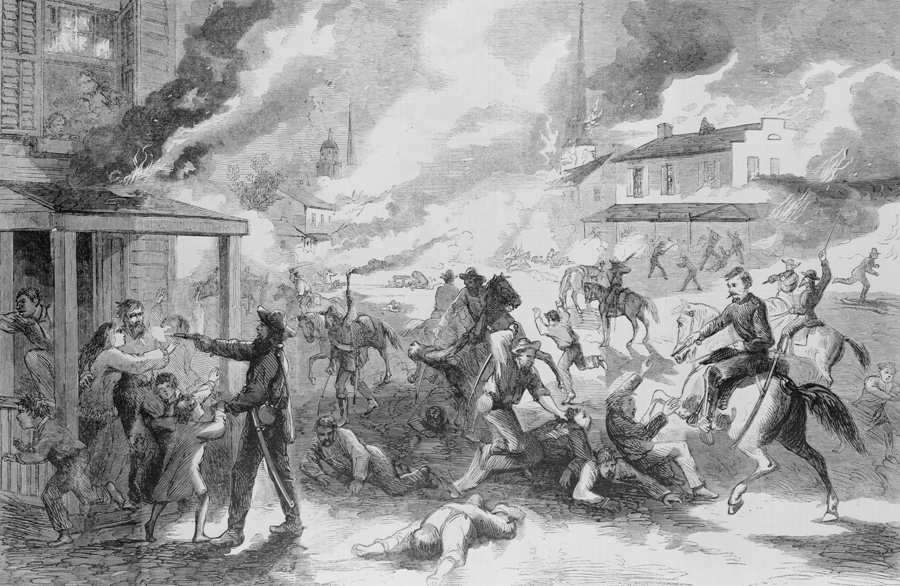
1863년 8월 21일, 캔자스주 로렌스에서 퀀트릴 특공대 에 의한 친노조 주민 학살.

남북 전쟁 동안 미주리 와 캔자스 에서 각각 친 동맹인 Bushwhackers 와 친노조 Jayhawkers는 국경을 넘는 급습에 참여하고 민간인과 군인에 대한 폭력 행위를 저질렀으며 물품을 훔치고 농장을 불태웠다. 가장 악명 높은 사건은 1863년 8월 21일 캔자스주 로렌스에서 발생했는데, 당시 윌리엄 퀀트릴이 이끄는 퀀트릴의 약탈자들이 마을을 약탈하고, 마을의 반노예 정서 때문에 약 190명의 민간인을 살해했다 .
1863년 12월 7일, 연해주 출신의 친남부 영국인들이 매사추세츠주 케이프 코드 해안에서 미국 증기선 체서 피크호를 탈취하여 승무원 1명을 죽이고 이어지는 총격전에서 다른 3명에게 부상을 입혔다. 이 탈취사건의 의도는 그들이 남부동맹의 공식적인 대표자격이 있다고 믿고, 그 배를 남부 동맹의 봉쇄돌파선로 사용하는 것이었다. 가해자들은 뉴브런즈윅주 세인트존에서 재집결하여 노스캐롤라이나주 윌밍턴으로 향할 계획이었다. 하지만 체포자들은 세인트 존에서 어려움을 겪었다. 그래서 그들은 더 동쪽으로 항해하여 Nova Scotia의 Halifax 에서 다시 합류했다. 미군은 노바 스코샤 해역에서 포획자를 체포하려고 시도함으로써 공격에 대응했다. 모든 체서피크 납치범들은 저명한 노바스코샤인이자 남부동맹 동조자인 윌리엄 존스턴 알몬의 도움으로 인도를 피할 수 있었다.
1864년 10월 19일, 캐나다에서 활동하는 남부군 요원들이 버몬트 주 세인트 알반스의 국경 도시를 급습하여 은행 3곳에서 208,000달러를 강탈하고 인질을 잡고 민간인 1명을 살해하고 다른 2명에게 부상을 입혔으며 마을 전체를 그리스의 불로 불태우려고 시도했다. 그 후 요원들은 캐나다로 다시 탈출하였다. 미국 정부의 인도 요청에 따라 그들은 영국 당국에 의해 체포되었지만, 나중에 범죄자가 아닌 전투원으로 간주된다는 이유로 캐나다 법원에서 석방되었다.

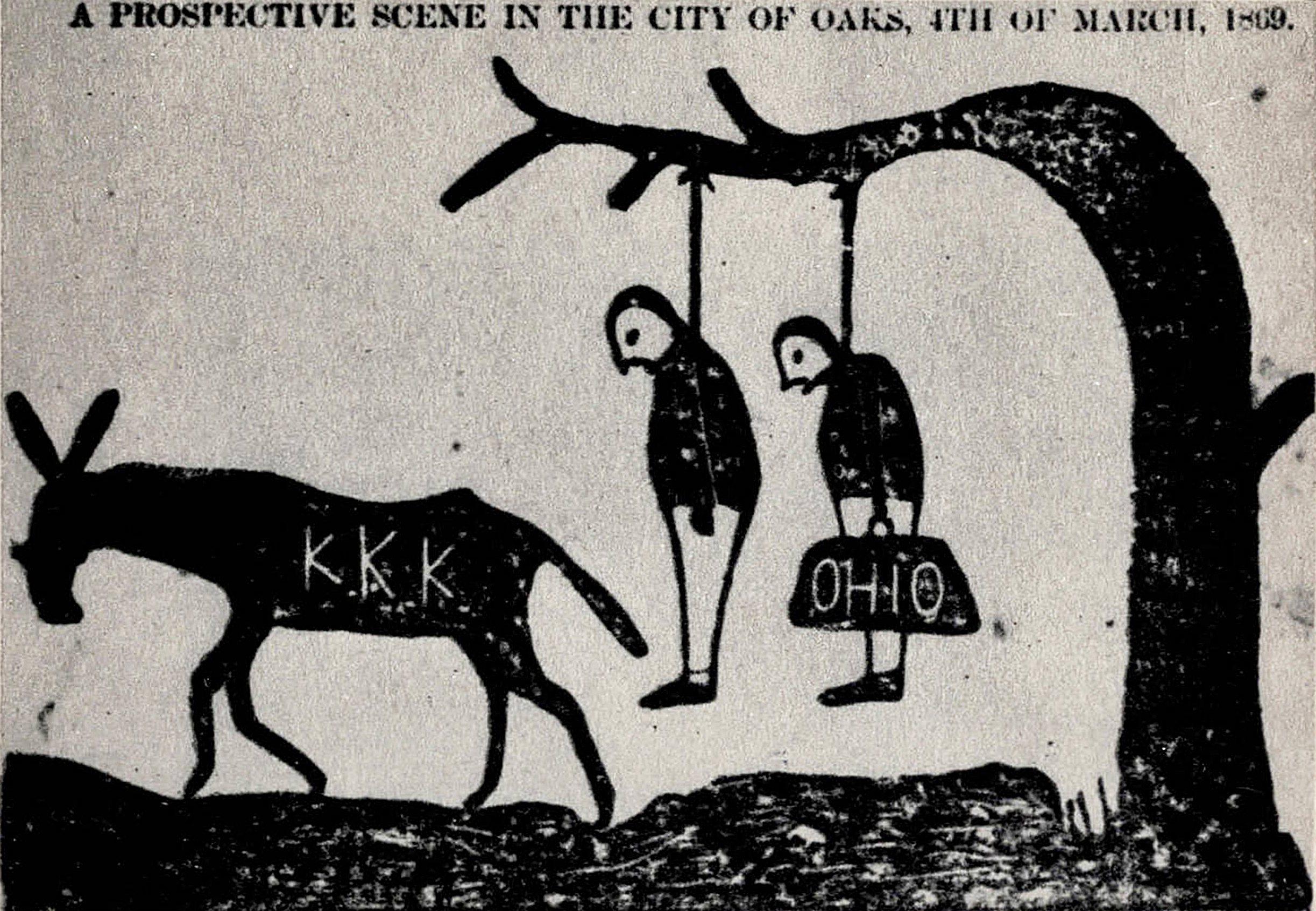
KKK가 카펫배거를 린치하겠다고 위협하는 만화, Independent Monitor, Tuscaloosa, Alabama, 1868년

남북 전쟁 후인 1865년 12월 24일에 6명의 남부군 참전 용사들이 KKK(쿠 클럭스 클랜)를 설립했다. KKK는 특히 아프리카계 미국인을 탄압하기 위해 폭력, 린칭, 살인 및 협박 행위를 사용했으며, 가면을 씀으로써 극적인 성격을 보였기에 센세이션을 일으켰다. 율리시스 그랜트(Ulysses Grant) 대통령 하에서 연방 정부는 1870년대 초에 KKK를 탄압했고 결국 KKK는 1870년대 중반에 사라졌다.
1920년대 2차 KKK는 기존 의상과 키워드를 그대로 사용하는 완전히 새로운 조직이었다. 그들은 의식으로 십자가 불태우기를 추가했다. 새롭게 출범한 KKK의 사상은 백인 우월주의, 반유대주의, 인종차별주의, 반가톨릭주의, 선주민주의였다. KKK 창립자는 그 집단이 55만 명으로 구성된 전국적인 조직이고, 5일 통지 내에 4만 명의 클랜원을 소집할 수 있다고 밝혔으나, 회원 명단이 없기 때문에 클랜의 실제 규모를 판단하기 어려웠다. 특히 테네시, 오클라호마, 인디애나, 앨라배마, 사우스 캐롤라이나에서 정치적으로 강력한 영향을 보였다.

### 오스만 제국
몇몇 민족주의 단체는 명백하게 쇠퇴한 오스만 제국에 폭력을 사용했다. 하나는 아르메니아 혁명 연맹 (Armenian Dashnaktsuthium 또는 "The Federation")으로, 1890년 Christapor Mikaelian 이 트빌리시에서 설립한 아르메니아 민족주의 혁명 운동이다. 많은 회원이 인민의 의지당 또는 Hunchakian Revolutionary Party 의 일부였다. 이 그룹은 오스만 제국이 아르메니아 영토에 대한 통제권을 포기하도록 강요할 유럽 개입을 시도하면서 뉴스레터를 발행하고 무기를 밀수하고 건물을 강탈했다. 1896년 8월 24일, 17세의 Babken Suni는 26명의 회원을 이끌고 콘스탄티노플에 있는 Imperial Ottoman Bank를 점령했다. 이 단체는 하 미디안 대학살 과 아르메니아 국가 건국을 막기 위해 유럽의 개입을 요구했지만 은행을 폭파하겠다는 위협에 물러났다. 이후 끊임없는 치안 단속으로 인해 단체는 해산되었다.
또한 Narodnaya Volya에서 영감을 받은 내부 마케도니아 혁명 기구 (IMRO)는 1893년 오스만이 지배하는 마케도니아 영토에서 Hristo Tatarchev 가 설립한 마케도니아 민족주의 혁명 운동이었다. 암살과 봉기를 통해 이 그룹은 오스만 정부가 마케도니아 국가를 만들도록 강요했다. 1903년 7월 20일, IMRO 그룹은 Ottoman Manastir vilayet 에서 Ilinden 봉기를 선동했다. IMRO는 도시의 독립을 선언하고 모든 마케도니아가 해방될 것을 마침내 유럽 열강에 요구했다. 그러나 그들의 요구 사항은 무시되었고 오스만 군대는 두 달 후 마을에서 27,000명의 반군을 진압했다.

## 20세기 초

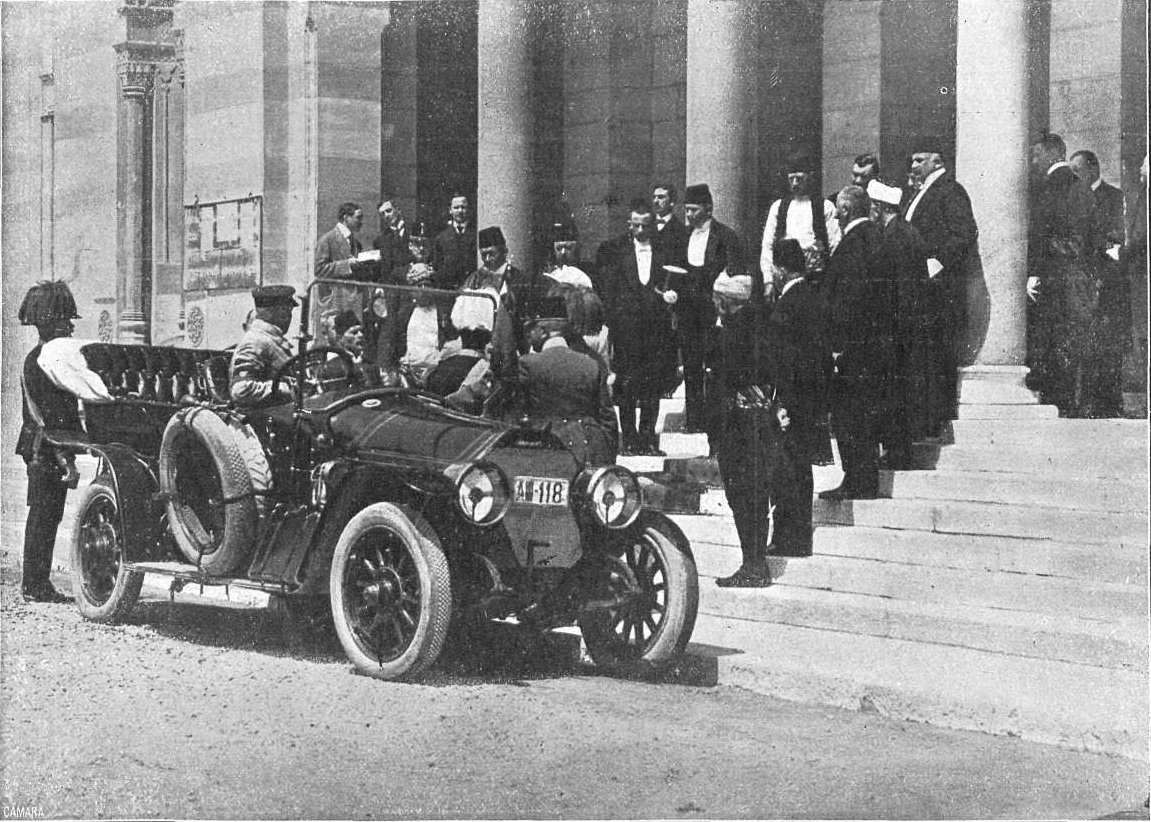
오스트리아-헝가리의 왕위 계승자였던 프란츠 페르디난트 폰 외스터라이히에스테 대공이 암살되면서 제1차 세계 대전이 촉발되었다.

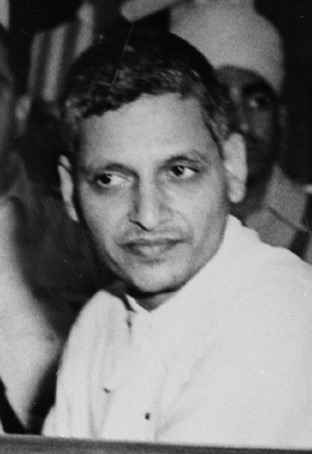
1948년 인도에서 마하트마 간디를 암살한 나투람 고드세.

혁명적 민족주의는 20세기에도 계속해서 정치적 폭력을 부추겼고, 그 대부분은 서방 세력을 겨냥했다. 아일랜드 공화국군은 1910년대에 영국에 맞서 혁명을 벌였고 그들의 전술은 Hagannah, 이르군, 레히와 같은 시오니스트 그룹이 1930년대 내내 팔레스타인 위임통치령에 맞서 게릴라전을 벌이도록 영감을 주었다.  IRA 및 시오니스트 그룹과 마찬가지로 이집트의 무슬림 형제단은 전술의 일부로 폭격과 암살을 사용했다.
여성 사회정치연맹의 참정권 운동가들은 여성 참정권 운동의 일환으로 전국적으로 일련의 정치적 동기가 있는 폭격과 방화 공격을 감행했다. 1905년, 1908년, 그리고 가장 중요한 것은 1912년과 1914년 사이에 WSPU 전투의 세 단계가 있었다. 이러한 조치는 시민 불복종 및 공공 재산 파괴에서 방화 및 폭격에 이르기까지 다양하게 이루어졌다. 가장 주목할 만한 것은 WSPU가 정부 장관이자 미래의 총리가 될 데이비드 로이드 조지의 집을 폭격한 것이다.
정치적 암살은 계속되었고, 그 결과 1900년 7월 이탈리아의 움베르토 1세가 암살되었다. 폴란드계 미국인 아나키스트 리언 촐고츠는 1901년 9월 뉴욕주 버팔로에서 윌리엄 매킨리 미국 대통령 암살을 수행하기 위한 살인에 영감을 받았다. 촐고츠가 토박이 시민이었음에도 불구하고 미국 의회는 무정부주의자들의 미국 이민을 금지하는 법안을 통과시키는 것으로 대응했다. 이러한 금지에도 불구하고 주로 이탈리아계 미국인으로 구성된 Galleanist 무정부주의자들은 미국에서 계속 활동했다. 1914년에 3명의 Galleanists가 루드로 학살에 대한 보복으로 존 D. 록펠러 주니어의 암살을 계획하는 데 알렉산더 버크먼과 협력하고 있는 것으로 밝혀졌다. Berkman은 이전에 Homestead 파업에 대한 보복으로 Henry Clay Frick을 암살하려고 시도한 이력이 있다. 미국이 제1차 세계 대전에 참전한 후, 의회는 암살을 조장한 거주 외국인의 추방을 허용하는 1917년 이민법을 추가로 통과시켰다. 그럼에도 불구하고 Galleanists는 볼셰비키 러시아 혁명에서 권력을 장악했을 때 좌파 정치적 급진주의에 대한 편집증이 고조되는 동안 산업가와 정치인에게 편지 폭탄을 성공적으로 보냈다. 법무장관 A. Mitchell Palmer 의 자택에서 편지 폭탄이 폭발한 후, 첫 번째 Red Scare가 발생했다. 미국 법무부는 J. 에드거 후버가 이끄는 Palmer Raids를 통해 마르크스주의, 무정부주의, 세계산업노동자연맹을 포함한 좌익 및 급진적 정치 운동을 탄압하기 시작했다.
수십 년간의 안정기 이후, 러시아 제국의 정치적 폭력은 알렉산더 3세와 니콜라이 2세의 억압적인 정책, 반유대주의 포그롬, 1891~1892년 러시아 기근에 대한 정부의 빈약한 대응으로 인해 1890년대에 재개되었다. 정치적 폭력은 러시아 제국 에서 특히 널리 퍼졌고, 20세기 초에 여러 장관들이 살해당했다. 1901년에 농업 사회주의 혁명을 시작할 목적으로 설립된 사회주의혁명당은 특히 테러 행위를 수행하기 위해 전투 조직을 설립했다. 암살된 최고위 관리는 총리 표트르 스톨리핀으로 1911년 여러 무정부주의자, 사회주의자 및 기타 혁명 단체의 비밀 경찰 스파이 드미트리 보그로프에 의해 살해되었다. 무정부주의자, 마르크스주의자, 사회혁명당의 폭력적인 공격은 1905년 러시아 혁명 과 그 여파로 한동안 고조되었고, 1907년 이후 10년 동안 감소하는 추세를 보였다.
1914년 6월 28일, 6명의 암살자 그룹 중 한 명인 가브릴로 프린치프( Gavrilo Princip) 는 오스트리아-헝가리 왕위 계승자인 오스트리아의 프란츠 페르디난트 대공과 그의 아내 조피 초테크 폰 호헨베르크 여공작을 보스니아 헤르체고비나 공동통치령의 사라예보에서 총살해 죽였다. 이러한 사라예보 사건은 유럽 전역에 광범위한 충격을 주었고 제1차 세계 대전으로 이어진 7월 위기를 촉발했다.
1930년대와 1940년대에 나치 독일과 소련은 조직적이고 대규모의 국가테러를 일으켰다. 한편 스탈린 정권 반대자들에게 "테러리스트"라는 낙인을 찍기도 하였다.

### 서프러제트 폭격 및 방화 캠페인
대영제국과 아일랜드 연합 왕국의 참정권 운동가들은 1912년에서 1914년 사이에 폭격과 방화 캠페인을 조직했다. 이 캠페인은 WSPU( Women's Social and Political Union )에서 주도했으며 여성 참정권을 위한 광범위한 캠페인의 일부였다. Emmeline Pankhurst 와 같은 주요 WSPU 인물이 이끄는 이 캠페인은 인프라, 정부, 교회 및 일반 대중을 대상으로 했으며 즉석 폭발 장치, 방화, 편지 폭탄, 암살 시도 및 기타 형태의 직접 행동과 폭력을 사용했다. 이러한 공격으로 최소 5명이 사망했고(참정권 1명 포함) 최소 24명이 부상당했다(참정권 2명 포함). 이 캠페인은 1914년 8월 영국이 제1차 세계 대전에 참전 하면서 여성 참정권을 행사하지 못한 채 중단되었다.
이 캠페인은 참정권 운동가와 당국 모두 방화 및 폭탄 공격을 테러리즘으로 언급하면서 테러 캠페인으로 분류되는 것처럼 보였다. 현대 언론 보도는 또한 영국과 미국 모두에서 "테러리스트" 사건으로 해당 공격을 언급했다.

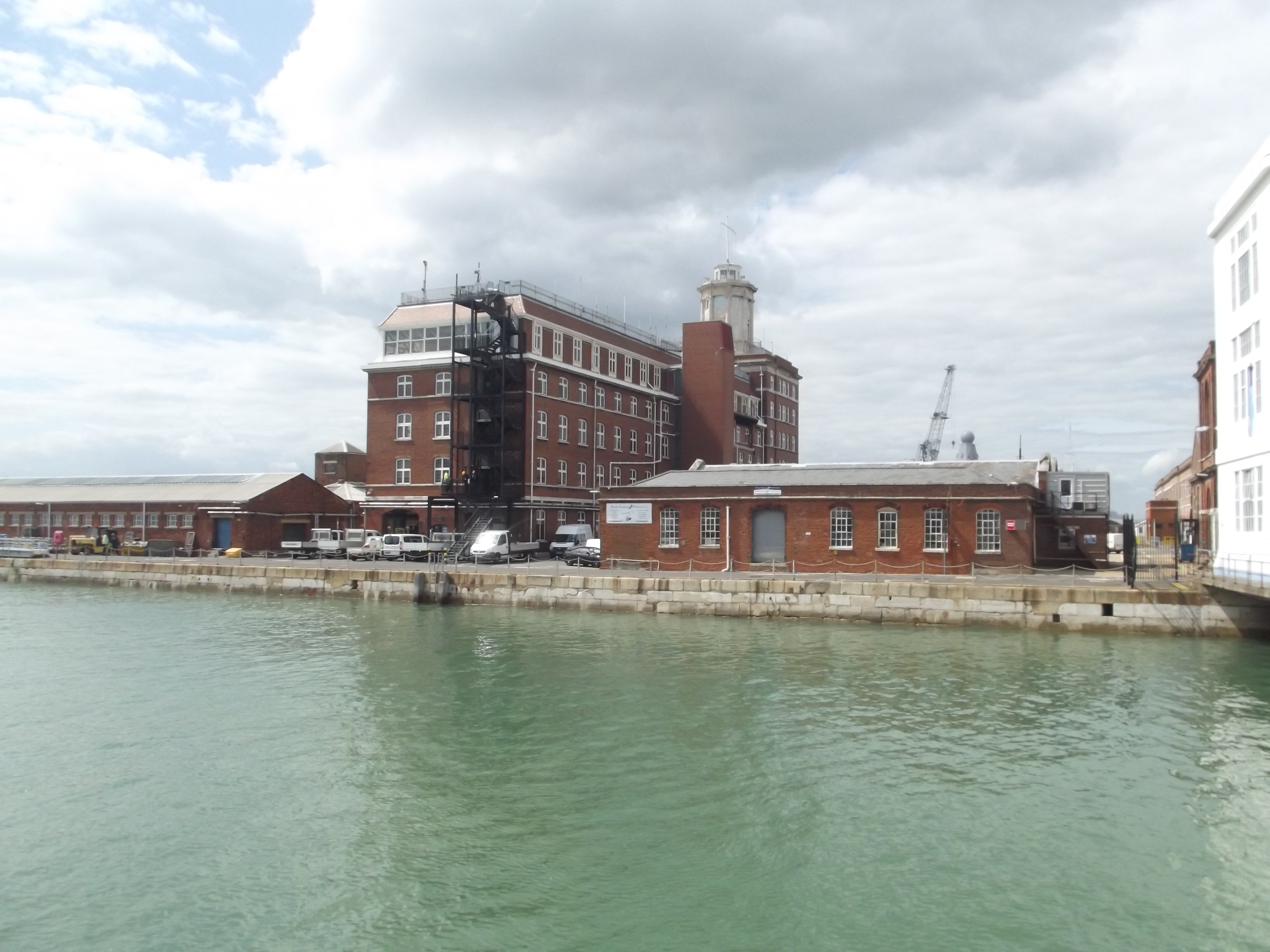
1913년 12월 포츠머스 조선소의 세마포어 타워 에서 참정권 운동가에 의해 발생한 화재로 2명이 사망했다.

이 공격은 미국 언론에 보도될 만큼 주목을 끌었으며 뉴욕 타임스는 이틀 후 "빅 포츠머스 화재 손실"이라는 제목으로 재난에 대해 보도했다. 이 보고서는 또한 이전에 참정권 본부에 대한 경찰의 급습에서 "마당을 해고할 계획을 공개하는 문서가 발견되었다"고 밝혔다.
캠페인은 부분적으로 아일랜드 공화국군(IRA)이 수행한 것과 같은 영국에서의 폭격 및 테러 캠페인에 대한 계기를 제공했다. 1939년부터 1940년까지의 S-Plan은 기둥 상자에 대한 소이탄 공격을 수행하는 전술을 활용했으며 폭발 장치를 설치하는 것도 보였다. 종종 20세기 후반 IRA의 발명품으로 간주되는 파편 역할을 하기 위해 폭탄에 너트와 볼트를 포장하는 전술도 서프러제트에 의해 처음 사용되었다. 1913년 리버풀 스트리트(Liverpool Street) 역 폭격 시도 와 같은 여러 서프러제트 폭격에서 이 방법이 사용되었다. 서프러제트가 사용하는 고성능 폭탄, 소이탐 장치 및 편지 폭탄의 조합은 1970년대와 1980년대 IRA 캠페인의 방식을 제공했다. 많은 사람들에게 알려지지 않은 것은, 20세기에 북아일랜드 에서 폭발한 최초의 테러리스트 폭탄이 IRA가 아니라 1914년 8월 리스번 대성당의 서프러제트들에 의해 터진 것이라는 사실이다. 서프러제트 전술은 또한 영국에서 보다 현대적인 공격을 위한 하나의 양식을 제공했다고 할 수 있다.

### 아일랜드 독립
1916년 4월 24일 부활절 봉기(Easter Rising ) 또는 부활절 반란(Easter Rebellion) 이라고 불리는 행동에서 아일랜드 자원 봉사단과 아일랜드 시민군은 더블린 일반 우체국 과 기타 여러 건물을 점령하고 독립 아일랜드 공화국을 선포했다. 반란은 군사적으로는 실패했지만 물리적 힘으로는 성공했다. 아일랜드 공화주의, 봉기의 지도자는 영국 정부에 의해 사형을 선고받은 후 아일랜드에서 영웅이되었다.

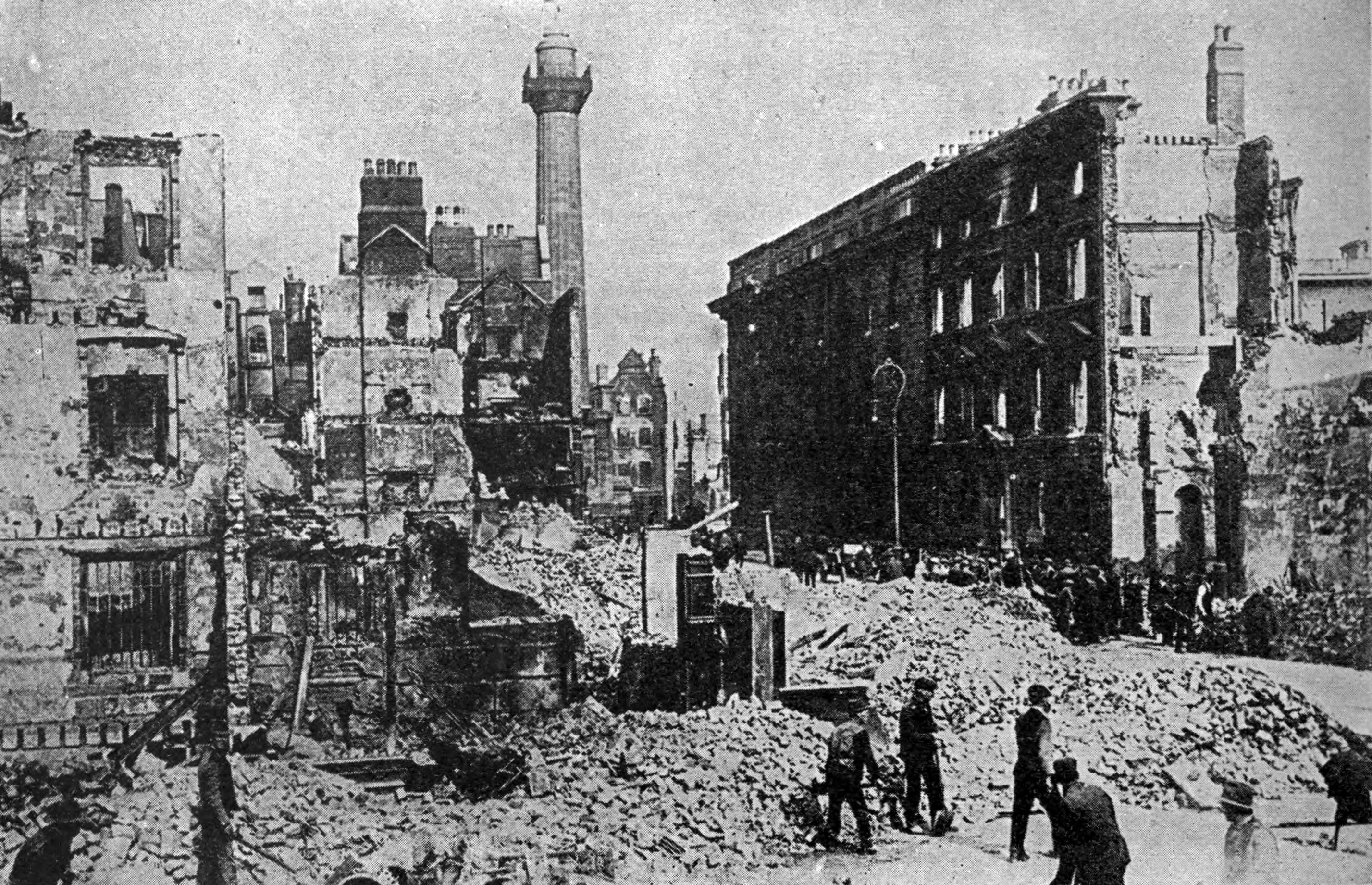
1916년 부활절 봉기가 실패한 후 더블린의 새크빌 거리의 잔해.

반란 직후 마이클 콜린스 등은 아일랜드 공화군 (IRA)을 창설했으며, 1916년부터 1923년까지 영국 당국에 대한 수많은 공격을 수행했다. 예를 들어, 1920년 부활절 직전에 동시에 300개가 넘는 경찰서를 공격했고, 1920년 11월에는 공개적으로 경찰관 12명을 살해하고 리버풀 부두와 창고를 불태웠다. 이 사건은 피의 일요일 로 알려져 있다.
수년간의 전쟁 끝에 런던은 섬의 32개 카운티 중 26개 카운티를 포함하는 아일랜드 자유 국가를 창설하는 1921년 영국-아일랜드 조약에 동의했다. IRA 전술은 팔레스타인 위임통치령의 시온주의자를 포함한 다른 그룹과 2차 세계 대전 중 영국 특수 작전 에 영감을 주었다.
The Irish [thanks to the example set by Collins and followed by the SOE] can thus claim that their resistance provide the originating impulse for resistance to tyrannies worse than any they had to endure themselves. And the Irish resistance as Collins led it, showed the rest of the world an economical way to fight wars the only sane way they can be fought in the age of the Nuclear bomb.— M. R. D. Foot, who wrote several official histories of SOE

1939년 1월부터 1940년 3월까지 아일랜드 공화국군 (IRA)은 영국의 민간, 경제, 군사 기반 시설에 대한 폭격과 파괴 작전을 수행했다. 그것은 S-Plan 또는 Sabotage Campaign 으로 알려져 있다. 캠페인 기간 동안 IRA는 영국 에서 거의 300건의 공격과 사보타주 행위를 수행하여 7명이 사망하고 96명이 부상을 입었다. (대부분의 사상자는 1939년 8월 25일 코번트리 폭격 에서 발생했다.)

### 팔레스타인 위임통치
1929년 팔레스타인 위임 통치 기간 동안 67명의 유대인을 학살한 헤브론 학살 이후, 시오니스트 민병대 하가나(Haganah)는 준군사 조직으로 변모했다. 그러나 1931년에 더 호전적인 이르군은 Haganah의 억제 정책에 반대하여 Haganah에서 이탈했다. Avraham Tehomi 가 설립한 Irgun은 아랍 공격으로부터 유태인을 적극적으로 방어하고자 했다. 붐비는 아랍 시장에 대한 폭격을 포함하여 아랍 공동체를 공격하는 전술은 민간인을 겨냥한 테러의 첫 번째 사례 중 하나이다. 영국은 1939년 백서를 발표한 후 유대인의 팔레스타인 이민을 엄격히 제한했다.(시오니스트 그룹이 받아들일 수 없는 것으로 간주됨) 이에 반응하여 Irgun은 경찰을 암살하고 영국 정부 건물을 점령하는 등 영국 당국에 대항하는 선전을 시작했다. Irgun의 가장 잘 알려진 공격은 예루살렘에 있는 King David 호텔을 목표로 삼은 것과, 그 일부 영국 민정 및 군사 행정부의 본부이다. 1946년 폭격으로 91명이 사망하고 46명이 부상을 입어 위임 통치 시대에 가장 치명적인 공격이 되었다. 이 공격은 Yishuv 의 조직적인 지도부에 의해 비난받았고 David Ben-Gurion의 Hagana 와 Begin의 Irgun 사이의 격차를 더욱 넓혔다. 폭격 이후 Ben-Gurion은 Irgun을 "유대인의 적"이라고 명명한다. 1948년 이스라엘 독립 선언 이후 Menachem Begin (1943년부터 1948년까지 Irgun 지도자)은 이 그룹을 정당인 Herut 로 변모시켰고, 나중에 중도 우파 Gahal, 자유당, 자유 센터와 동맹을 맺어 Likud의 일부가 되었다.

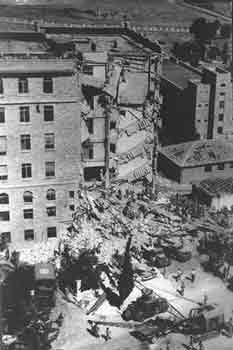
1946년 폭격 이후 팔레스타인 위임통치령의 킹 데이비드 호텔.

1930년대 팔레스타인 위임통치령에서 활동한 이즈 앗딘 알카삼은 팔레스타인 민족주의 민병대인 블랙 핸드를 조직했다. 그는 소작농들을 모집하여 군사 훈련을 주선했으며 1935년까지 200명에서 800명 사이의 병력을 모집했다. 알카삼은 다마스쿠스 무프티였던  Shaykh Badr al-Din al-Taji al-Hasani로부터 파트와를 얻어 영국과 팔레스타인 유대인에 대한 무장 반란을 승인했다. 블랙 핸드의 조직들은 유대인을 죽이는 데 사용되는 폭탄과 총기를 갖추고 있었다. 알카삼의 반란은 그의 생애 동안 성공하지 못했지만 많은 조직이 그의 사례에서 영감을 얻었다. 그는 인기 있는 영웅이 되었고 팔레스타인 독립 전쟁에서 스스로를 알 카삼의 추종자인 카사미윤이라고 불렀던 후속 아랍 투사들에게 영감을 주었다. Izz ad-Din al-Qassam Brigades, 하마스의 군부대 및 그들이 개발한 카쌈 로켓 Qassam의 이름을 따서 명명되었다.
레히 ( Lohamei Herut Yisrael, 일명 "이스라엘을 위한 자유 투사", 스턴 갱)은 1940년에 이르군에서 분리된 수정주의 시오니스트 그룹이다. 아브라함 슈테른은 이르군이 1940년 영국과 휴전에 동의한 후 불만을 품은 이르군 회원들로부터 레히를 형성했다. 레히는 전략의 일환으로써 저명한 정치인들을 암살했다. 예를 들어, 1944년 11월 6일 영국 중동 담당 장관 모인 경이 암살당했다. 이 사건은 시온주의 무장 단체들 사이에서 논란이 되었으며 Hagannah는 이 경우 영국에 동조하고 레히와 이르군의 구성원에 대한 대규모 수사를 시작했다. 1948년 이스라엘이 건국된 후 레히는 공식적으로 해체되었고 그 구성원들은 이스라엘 방위군에 통합되었다.

### 제2차 세계 대전 중 저항
역사가 MRD Foot에 따르면 제2차 세계 대전 동안 연합국이 조직하고 공급한 게릴라, 당파, 저항 운동의 일부 전술은 테러리스트로 볼 수 있다. SOE( Special Operations Executive )의 핵심 리더인 Colin Gubbins는 조직이 IRA에서 많은 영감을 얻도록 했다.
노르웨이 저항군과 협력하는 SOE는 독일의 핵무기 프로그램을 종식시키는 데 매우 중요했다. 노르웨이의 중수 생산 시설에 대한 반복적인 공격 이후 독일은 1944년에 마지막 중수를 독일로 되돌려 보내려고 했다. 그 방법은 민간페리 SF Hydro를 이용하여, Vemork 수력 발전소의 중수 드럼이 달린 철도 차량을 Tinn 호수를 가로질러 독일로 배송할 수 있도록 운반하는 것이었다. 요원들은 전날 밤 페리에 폭발물을 설치하고 폭발물이 가라앉는 시간과 호수의 가장 깊은 부분을 측정했다. 사상자를 최소화하려는 의도에도 불구하고 18명이 사망했고 29명만이 살아 남았다. 사망자는 노르웨이 민간인 14명과 독일군 4명으로 구성됐다. 그 침몰은 나치의 핵 야망을 효과적으로 종식시켰다.

## 전후 기간과 냉전 대리

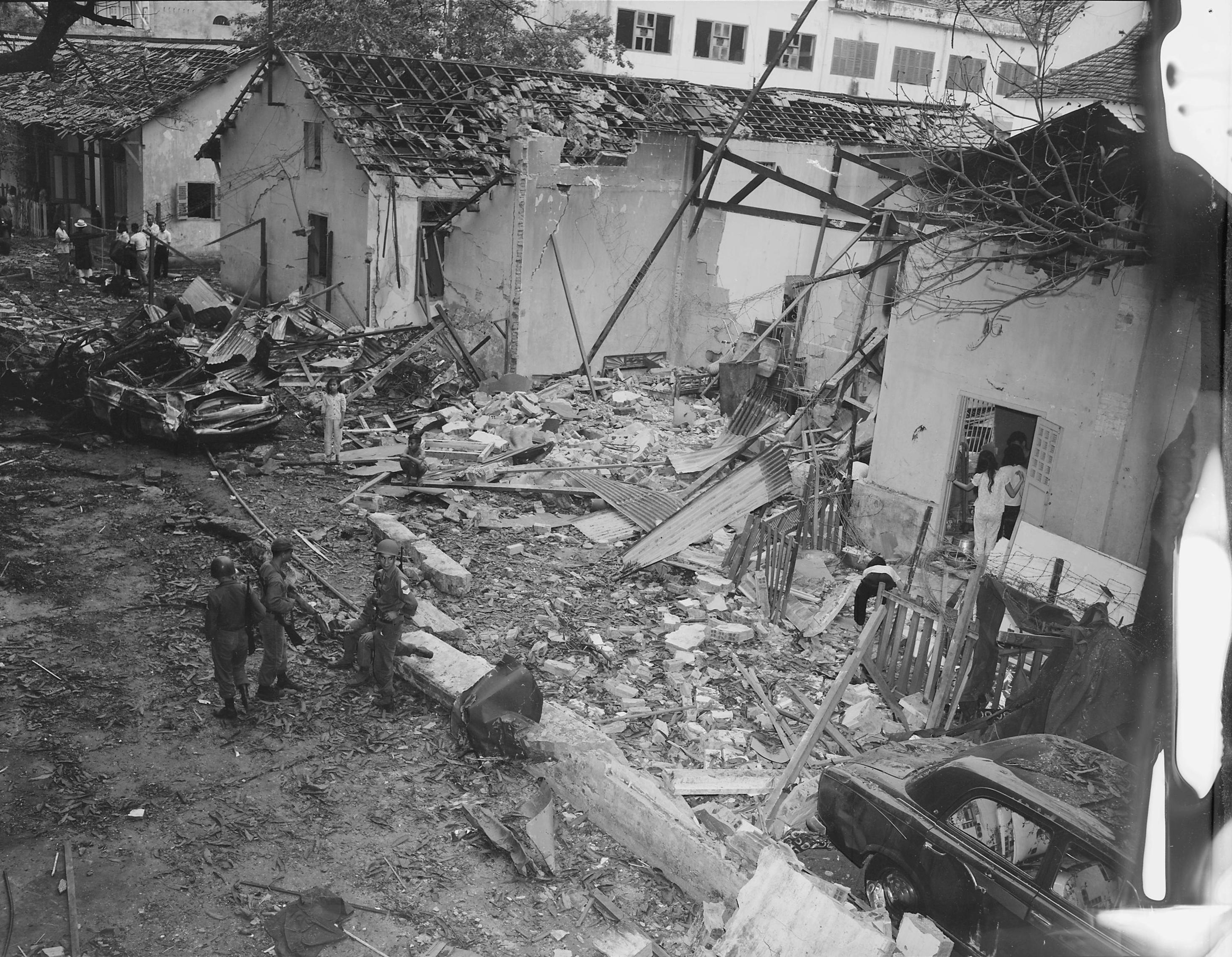
1964년 베트남 브링크스 호텔 폭탄 테러 이후

제2차 세계 대전의 여파로 많은 제2차 세계 대전 저항 그룹이 전투적으로 민족주의로 변모되면서 붕괴하는 유럽 제국에 대항하여 독립을 위한 성공적인 선전이 시작되었다. 예를 들어, 일본제국과 싸웠던 베트민은 이제 귀환하는 프랑스 식민주의자들과 싸웠다. 중동에서는 무슬림 형제단이 이집트에서 영국군에 대한 폭격과 암살을 사용했다. 또한 1950년대에 프랑스가 통제하는 알제리의 민족해방전선(FLN)과 영국이 통제하는 키프로스의 Ethniki Organosis Kyprion Agoniston (EOKA)은 게릴라를 벌이고 당국에 맞서 전쟁을 벌였다.
냉전 기간 동안 미국과 소련은 대리 전쟁을 수행하기 위해 폭력적인 민족주의 조직을 광범위하게 사용했다. 예를 들어 소련군 과 중국인민해방군 고문은 베트남 전쟁 동안 베트콩에게 훈련과 지원을 제공했다. 소련은 또한 이스라엘-팔레스타인 분쟁 동안 PLO를, 쿠바 혁명 동안에는 피델 카스트로에 군사적 지원을 제공했다.  미국은 니카라과의 콘트라 반군과 같은 단체에 자금을 지원했다. 20세기 말과 21세기 초 무자헤딘은 아프가니스탄에서 소련과 싸우고 있었기 때문에 1980년대에 미국과 다른 서방 열강의 자금을 지원받았다.

### 중동
1928년 이집트 왕국의 민족주의 사회 복지 및 정치 운동으로 설립된 무슬림 형제단은 1940년대 후반에 영국군 병사와 경찰서를 공격했다. Hassan al-Banna 가 설립하고 이끄는 이 단체는 또한 영국 통치 에 협력하는 것으로 보이는 정치인, 1948년 가장 두드러진 이집트 총리 Mahmoud El Nokrashy Pasha를 암살했다. 1952년에 군사 쿠데타가 영국 통치를 전복시켰고 그 직후 무슬림 형제단은 대규모 탄압에 직면하여 은닉을 시도했다. 때때로 이집트 정부에 의해 금지되거나 다른 방식으로 억압되기는 하지만, 이 그룹은 현재 이집트에 계속 존재한다.
민족해방전선 (FLN)은 1954년 프랑스가 통제하는 알제리 에서 설립된 알제리 민족주의 단체다. 이 단체는 프랑스 통치에 반대하는 대규모 저항 운동이 되었으며 테러리즘은 작전의 일부일 뿐이다. FLN 지도부는 제1차 인도차이나 전쟁 에서 프랑스 극동 원정군 을 베트남에서 철수시킨 베트민 반군으로부터 영향을 받았다. FLN은 대규모 통제적 폭력을 사용한 최초의 반식민 단체 중 하나였다. FLN은 시골 마을에 대한 통제권을 확립하고 농민들에게 그들 중 프랑스 충성파를 처형하도록 강요하였다. 1954년 10월 31일 밤, 투생 공격으로 알려진 70건의 폭격과 총격 사건으로, FLN은 프랑스군 시설과 알제리 충성주의자들의 집을 공격했다. 이듬해에 이 단체는 필리프빌의 충성파에 대한 봉기에 상당한 지원을 받는다. 이 봉기와 프랑스의 강력한 대응으로 많은 알제리인들이 FLN과 독립 운동을 지원하도록 설득할 수 있었다. 마침내 FLN은 1962년 프랑스로부터 알제리의 독립을 확보하고 알제리의 여당으로 탈바꿈했다.

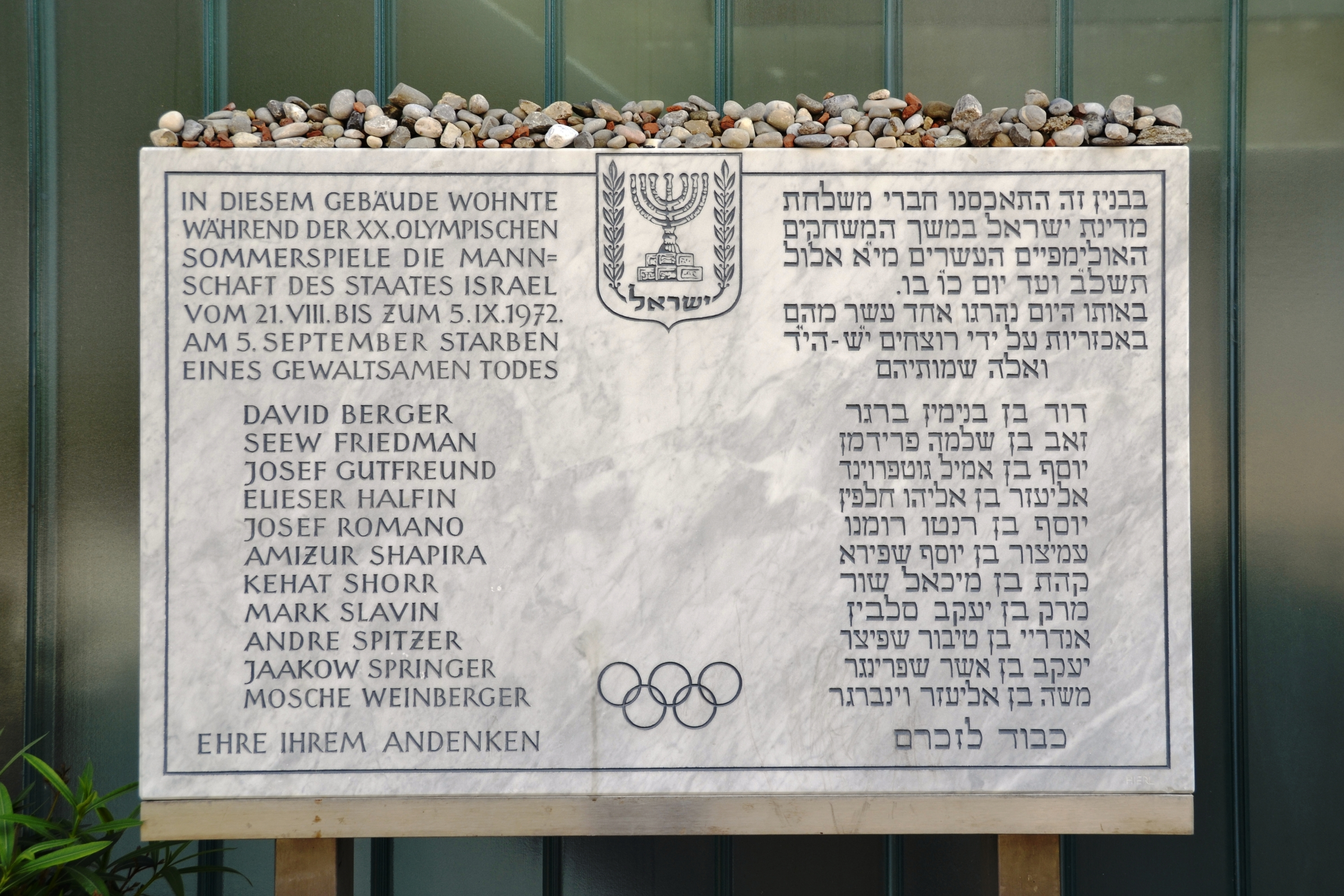
1972년 뮌헨 올림픽 학살 당시 사망한 11명의 이스라엘 선수들을 기리는 명판.

1974년 Ma'alot 대학살 에서, 제파트에서 온 14세에서 16세 사이의 22명의 이스라엘 고등학생이 팔레스타인 해방민주전선의 구성원 3명에 의해 살해되었다. 학교에 도착하기 전에 트리오는 두 명의 아랍 여성, 유대인 남성, 임신한 아내, 4살 난 아들을 총으로 쏴 죽이고 다른 여러 명에게 부상을 입혔다.
이란 인민무자헤딘기구 (PMOI, 1965년 설립)는 호메이니 혁명 이후 이란 정부와 싸워온 사회주의 이슬람 단체이다. 이 그룹은 자본주의와 샤 하의 이란에 대한 서구 착취로 인식되는 것에 반대하기 위해 시작되었다. 이 그룹은 계속해서 샤의 전복에서 중요한 역할을 할 것이지만 다음 권력 공백에서 이것을 이용할 수 없었다. 집단의 회원 수는 10,000명에서 30,000명 사이로 추정된다. 이 단체는 2001년 폭력을 포기했지만 이란과 미국에서 여전히 금지된 테러 조직으로 지정돼 있다. 그러나 유럽연합(EU)은 이 단체를 지정 테러조직 명단에서 삭제했다. PMOI는 Jundallah 와 같은 다른 그룹을 지원한 혐의를 받고 있다.

### 유럽
"Partiya Karkerên Kurdistan"(쿠르디스탄 노동자당 또는 PKK)은 1978년 터키에서 쿠르드족 민족주의 정당으로 창당되었다. 창립자 압둘라 외잘란은 인민 전쟁에 대한 마오주의 이론에서 영감을 받았다. 그 당시 이 그룹은 터키 남동부, 이라크 북동부, 시리아 북동부, 이란 북서부 지역으로 구성된 독립 쿠르드족 국가를 만들려고 했다. 1984년 PKK는 준군사 조직으로 변모하여 재래식 공격과 터키 정부 시설 폭격을 시작했다. 1999년 터키 당국은 케냐의 Öcalan을 점령했다. 결국 그는 터키에서 재판을 받고 종신형을 선고 받았다. 이후 PKK는 일련의 이름과 이념적 변화를 겪었다. 2004년 감옥에서 압둘라 외잘란은 PKK의 마르크스-레닌주의 뿌리에서 근본적으로 분기되는 Jineology (여성의 과학 및 역사)라는 새로운 이데올로기를 PKK가 채택했다고 발표했다. 이 이데올로기는 중앙 국가 정부의 존재 없이 민주적 연합주의 체제를 수립할 것을 제안한다. 여성들은 1990년대에 이 이데올로기의 발전에 매우 중요한 역할을 했으며 여성들은 또한 YPJ (Women's Protection Units)라는 이름의 군대를 조직했다. 이후 유럽사법재판소는 "충분한 주장이 제시되지 않았다"는 이유로 PKK를 테러단체로 분류한 결정을 무효화했다.

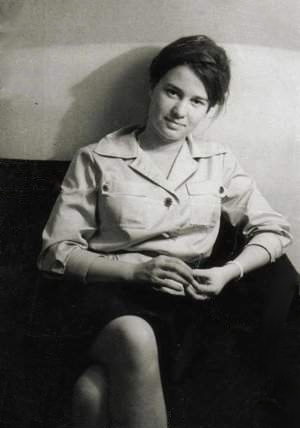
울리케 마인호프

### 미국
Front de Liberation du Québec (FLQ)은 독립적이고 사회주의적인 퀘벡을 만들려고 했던 마르크스주의 퀘벡 민족주의 그룹이다. Georges Schoeters는 1963년에 그룹을 설립했으며 체 게바라와 알제리의 FLN에서 영감을 받았다. 이 그룹은 정치인, 군인 및 민간인에 대한 폭격, 납치 및 암살 혐의로 기소되었다. 1970년 10월 5일 FLQ는 영국 무역 위원인 James Richard Cross를 납치했고, 10월 10일에는 노동부 장관이자 퀘벡 부총리 인 Pierre Laporte를 납치했다. 그리고 Laporte는 일주일 후 살해당했다. 이러한 사건 이후 퀘벡의 독립을 달성하기 위한 폭력에 대한 지지는 줄어들었고 1976년 퀘벡 총선거 에서 권력을 잡은 Parti Québécois에 대한 지지가 증가했다.
콜롬비아에서는 1960년대와 그 이후에 몇몇 준군사 조직과 게릴라 조직이 형성되었다. 1983년 페루 대통령 페르난도 벨라 운데 테리(Fernando Belaúnde Terry)는 자국의 마약 단속 경찰에 대한 무장 공격을 " 마약 테러 ", 즉 "정부로부터 정치적 양보를 얻어내기 위해 마약 생산자들이 행하는 폭력"이라고 설명했다. 파블로 에스코바르가 콜롬비아와 페루 정부를 상대로 한 무자비한 폭력은 아마도 마약 테러의 가장 잘 알려지고 문서화된 사례 중 두 가지일 것이다. 마약 테러와 관련된 준군사 조직에는 국민해방군 (ELN), 콜롬비아 무장혁명군 (FARC) 및 콜롬비아 연합자위대 (AUC)가 포함된다. ELN과 FARC는 원래 좌익 혁명 단체였고 AUC는 원래 우익 준군사 조직이었지만, 모두 민간인과 민간 기반 시설에 대한 수많은 공격을 수행하고 마약 거래에 참여한 이력이 있다. 따라서 미국과 일부 유럽 정부는 그들을 테러 조직으로 간주한다.

### 아시아
일본의 '적군파'는 1971년 일본에서 후사코 시게노부에 의해 설립되었고, 일본 정부를 전복시키고 세계 혁명을 도모했다. 팔레스타인 해방 인민 전선(PFLP)과 연합한 이 단체는 암살, 일본 상업 항공기를 납치, 싱가포르의 셸 정유 공장파괴를 자행했다. 1972년 5월 30일, 오카모토 고조와 다른 단체 회원들은 텔아비브의 이스라엘 로드 공항에서 기관총과 수류탄 공격을 가해 26명이 사망하고 80명이 부상을 입었다. 그리고 나서 세 명의 범인 중 두 명이 수류탄으로 자살했다.
1976년에 설립된 Liberation Tigers of Tamil Eelam(LTTE 또는 Tamil Tigers)는 스리랑카 북부에 기반을 둔 무장한 타밀 민족주의 정치 및 준군사 조직이다. 벨루필라이 프라바카란에 의해 설립된 이후, 스리랑카의 북부와 동부 지역에서 독립적인 타밀 국가를 만들기 위해 분리주의 저항 운동을 벌였다. 이 분쟁은 다수의 싱할라족이 취한 조치에서 비롯되었으며, 이는 타밀 소수민족을 소외시키려는 시도로 인식되었다. 이들의 저항운동은 아시아에서 가장 오랜 기간 지속된 무력충돌 중 하나인 스리랑카 내전으로 발전했다. 또한 이 단체는 1987년 4월 21일에 110명의 사람을 죽인 콜롬보 버스 터미널에서 차량 폭탄 공격을 포함하여 많은 폭격을 수행했다. 2009년 스리랑카 군대는 분리주의 운동에 대한 대규모 군사 공격을 시작했고 LTTE를 효과적으로 파괴했다고 공표하였다..

### 아프리카
케냐에서는 케냐 아프리카 연합(Kenyan African Union)이 영국 정부로부터 평화적 수단을 통해 정치적 개혁을 획득하는 데 계속 실패했다. 따라서 KAU 내의 급진적 활동가들이 분파 그룹을 구성하고 보다 전투적인 종류의 민족주의를 조직했다. 1952년까지 마우 마우는 일부 Embu 및 Meru 신병과 함께 키쿠유족 전투기로 구성되었다. 마우 마우는 정적들에게 충성하던 마을을 공격하고, 백인 농장을 습격하고 가축을 파괴했다. 식민 행정부는 비상 사태를 선포했고 영국군이 직접 케냐에 파견되었다. 대부분의 싸움은 충성파와 마우 마우 키쿠유 사이에서 벌어졌기 때문에 오늘날 많은 학자들은 이를 키쿠유 내전으로 간주한다. 한 편, 케냐 정부는 마우마우 봉기를 1960년대 케냐의 궁극적인 독립을 향한 핵심 단계로 보고 있다. 영국군들은 마우 마우 테러리스트들을 학대하지 말라는 엄격한 명령을 받았음에도 불구하고 많은 마우 마우의 일원들이 외국 언론인에게 자신이 겪은 고문과 학대에 대한 보고서를 제공했다.

## 20세기 후반
1980년대와 1990년대에 종교적, 정치적 목표를 추구하는 이슬람의 공격성이 증가했고, 1979년 이란 이슬람 혁명에서 영감을 얻은 1990년대 민간인을 대상으로 한 폭력행위는 1993년 2월 26일 이슬람 테러리스트의 세계무역센터 폭파사건, 1995년 3월 20일 옴진리교의 도쿄 지하철 사린가스 테러, 같은 해에 한 달 후 티머시 맥베이가 일으킨 오클라호마시티 폭탄 테러가 대표적이다. 이 기간에는 때때로 단일 이슈 테러로 분류되는 사건들이 눈에 띄게 증가했다. 전쟁이 외교를 위한 것으로 사용되는 것처럼 테러리즘은 정치적 목적으로 인해, 압력 단체가 폭력적인 행동으로 확장되는 것을 보여준다. 이 기간에 자주 등장한 주요 예시는 낙태 방지 테러와 환경 테러였다.

### 미국
콘트라는 니카라과 산디니스타 정부에 반대하기 위해 1979년에 결성된 반혁명 민병대이다. 가톨릭 국제 관계 연구소는 1987년 콘트라베이스 운영 절차에 대해 다음과 같이 밝혔다: "현장에서의 콘트라베이스 기록은... 살인, 고문, 절단, 강간, 방화, 파괴, 납치와 같은 지속적이고 유혈이 낭자한 인권 남용 중 하나이다." 이후 휴먼 라이츠 워치(Human Rights Watch)로 분류된 아메리칸 워치(Americas Watch)는 콘트라 조직이 의료 진료소와 의료 종사자를 암살 대상으로 삼고, 민간인을 납치하고, 민간인을 고문하고, 어린이를 포함한 민간인을 처형했다고 비난했다. 이후 1990년 비올레타 차모로가 당선된 후 콘트라는 해체되었다.
1995년 4월 19일 오클라호마시티 폭탄 테러는 미국 연방정부를 겨냥한 것이었다. 오클라호마 시티 시내에 있는 알프레드 P. 머라 연방 건물 폭격으로 168명이 사망하고 800명 이상이 부상을 입었다. 1급 살인죄로 유죄 판결을 받고 처형된 맥베이는 그의 동기가 웨이코와 루비능선에서의 미국 정부 조치에 대한 복수라고 밝혔다.

### 중동

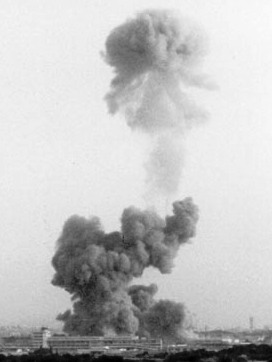
1983년 레바논 베이루트의 미 해병대 평화 유지군 막사 폭발

1982년에서 1986년 사이에 레바논에서 659명이 미군, 프랑스군, 이스라엘군을 겨냥한 36건의 자살 공격으로 기독교와 이슬람교를 모두 신봉하는 주로 좌파 정치적 신념을 가진 41명의 개인에 의해 사망했다.  레바논에서 미군 241명과 프랑스 다국적군 58명, 베이루트 평화유지군 막사에서 민간인 6명을 죽인 1983년 베이루트 막사 폭격 ( 이슬람 지하드 조직 에 의한)은 특히 치명적이었다. 헤즈볼라 ("신의 당")는 레바논 내전 발발 10년 후인 1985년 레바논에서 공식적으로 설립된 이슬람 운동이자 정당이다. Ayatollah Ruhollah Khomeini 와 이란 혁명에서 영감을 받은 이 그룹은 원래 레바논에서 이슬람 혁명을 추구했다.  그들은 또한 레바논에서 이스라엘 군대의 철수를 위해 오랫동안 싸워왔다. 1992년부터 Sheikh Sayyed Hassan Nasrallah 가 이끄는 이 단체는 이스라엘 군인들을 생포하고 이스라엘 목표물에 대한 미사일 공격과 자살 폭탄 테러를 자행했다.

팬암 103 편 기수 부분

1988년 12월 21일, 팬암 103편은 런던 히스로 공항에서 뉴욕시의 존 F. 케네디 국제공항으로 향하는 팬아메리칸 월드 항공 팬아메리칸 월드 항공 항공기로 스코틀랜드 로커 비 상공에서 비행 도중 파괴되어 270명이 사망했다. 지상 11개 포함. 2001년 1월 31일, 리비아인 Abdelbaset al-Megrahi는 3명의 스코틀랜드 판사로 구성된 재판부로부터 항공기 폭파 혐의로 유죄 판결을 받고 27년형을 선고받았다. 이후 2002년 리비아는 유엔과 미국의 제재를 해제하는 대가로 피해자 가족에게 금전적 보상을 제공했다. 2007년 Megrahi는 자신의 유죄 판결에 항소할 수 있는 휴가를 받았고 2009년 8월 말기 암으로 인해 스코틀랜드 정부의 인도적 차원의 방편으로써 석방되었다.
1994년 2월 25일, 미국 태생의 이스라엘 의사 바루크 골드스타인이 헤브론 시에서 총대주교 동굴 학살을 자행했다. 골드스타인은 동굴 내에서 30명에서 54명 사이의 무슬림 숭배자들을 총으로 쏴 죽였다. 총격 사건 이후 모스크에서 쇠창살로 맞아 숨진 채 발견된 골드스타인은 랍비 메이어 카하네가 설립한 이스라엘 정당인 카흐의 지지자로서 이스라엘과 팔레스타인 영토에서 아랍인을 추방할 것을 주장했다. 골드스타인 공격과 이를 지지하는 카흐성명의 여파로 카흐는 이스라엘에서 불법이 되었다. 오늘날 카흐와 이탈 단체인 Kahane Chai는 이스라엘, 캐나다, 유럽 연합, 미국에 의해 테러 조직으로 간주되고 있다. 전 카흐 회원 Bentzi Gopstein 이 이끄는 극우 반종교 단체 Lehava는 이스라엘과 점령지에서 정치적으로 활동중이다.

### 아시아
옴진리교는 1984년 아사하라 쇼코가 요가 명상 단체로 설립한 일본 종교 단체이다. 이후 1990년 일본 총선에서 아사하라와 24명의 다른 의원들은 신리도(Shinri-tō)라는 기치 아래 중의원 선거 운동을 벌였다. 아무도 투표를 해주지 않자, 이 단체는 곧 군사화되기 시작했다. 1990년에서 1995년 사이에 옴진리교는 보툴리눔 독소와 탄저병 포자를 사용하는 생물학적 전쟁 방법을 사용하여 명백히 잘못된 여러 바이오테러리즘 공격을 시도했다. 1994년 6월 28일, 옴진리교 회원들은 일본 마쓰모토시 카이치 하이츠 인근의 여러 현장에서 사린 가스를 방출하였다. 이 사건은 마쓰모토 사건으로 알려져 있으며 8명이 사망하고 200명이 부상당했다. 7개월 후인 1995년 3월 20일, 옴 진리교 회원들은 도쿄 지하철 시스템의 5개 열차에 대한 공동 공격에서 사린 가스를 방출하여 12명의 통근자들을 죽이고 약 5,000명의 건강에 피해를 입혔다 (도쿄 지하철 사린 사건,地下鉄sarin事件, chikatetsu sarin jiken). 1995년 5월에 아사하라와 다른 고위 지도자들이 체포되었고 그룹의 구성원은 급격히 감소했다.

### 유럽
1985년 캐나다에서 출발한 에어 인디아 182편이 아일랜드 영공에서 폭탄에 폭파되었다. 피해자는 대부분 인도 태생 또는 후손인 캐나다 시민 280명과 인도인 22명을 포함해 329명이 사망했다. 이 사건은 9/11 이전의 가장 치명적인 항공 테러 행위였으며 미래의 항공 테러 음모의 패턴을 설정한 최초의 보잉 747 폭격이었다. 캐나다에서 발생한 나리타 국제공항 폭탄 테러가 발생한 지 1시간 이내에 발생했다. 무장세력의 폭발물과, 목격자 및 도청에서 나온 증거를 통해 황금 사원을 공격한 인도를 처벌하기 위하여, Babbar Khalsa Khalistan 운동 무장 단체의 구성원이 실제로 두 대의 여객기를 동시에 폭파하려는 시도였음을 밝혀낼 수 있었다.

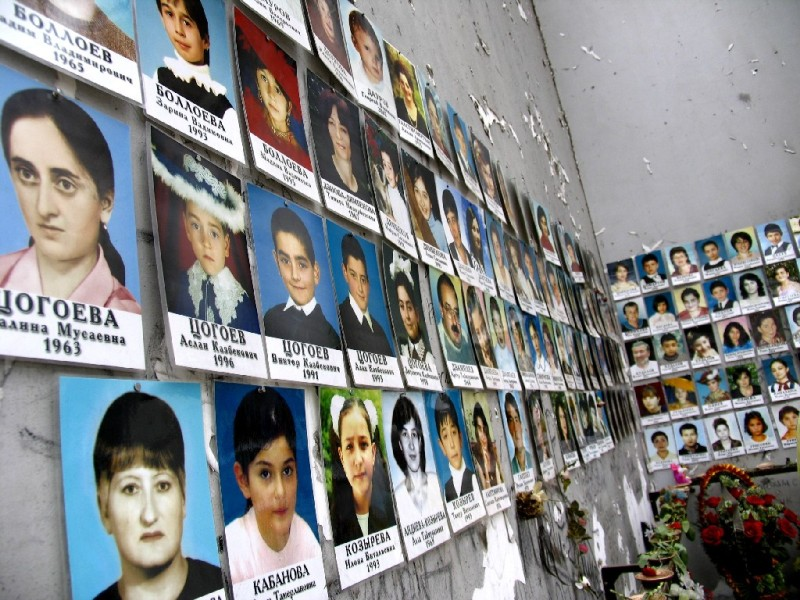
구 넘버원 학교 벽에 걸린 인질극 피해자 사진

## 21세기
2001년 9월 11일 공격 이후 300명 이상의 사망자를 발생시킨 주요 사건들에는 2002년 악샤르담 사원 공격, 2002년 모스크바 극장 포위 공격, 2003년 이스탄불 폭탄 테러, 2004년 마드리드 열차 폭탄 테러, 2004년 베슬란 학교 인질 위기, 2005년 런던 폭격, 2005년 뉴델리 폭격, 2007년 야지디 공동체 폭격, 2008년 뭄바이 호텔 공성전, 2009년 마콤보 대학살, 2011년 노르웨이 공격, 2013년 이라크 공격, 2014년 캠프 스피처 학살, 2014년 감보루 응갈라 공격, 2015년 파리 공격, 2016년 카라다 폭격, 2016년 모술 대학살, 2016년 하맘 알알릴 대학살, 2017년 모가디슈 폭격 및 2017년 시나이 공격 등이 있다.

### 유럽
2004년 마드리드 열차 폭탄 테러는 스페인 총선 3일 전인 2004년 3월 11일 아침 스페인 마드리드의 세르카니아스 통근 열차를 표적으로 삼은 동시다발적이고, 조직적인 폭격이었다. 미국에서 9·11 테러가 있은 지 반년만에 폭발로 191명이 사망하고 1,800명이 부상을 당하는 참사가 발생했다. 폭탄은 배낭에 숨겨둔 기차에 실렸던 것으로 결론이 났고, 많은 사람들이 부상을 입었다. 그럼에도 사후 추가조사가 이루어졌을 때, 기차에서 미처 터지지 않은 폭탄 세 개가 발견되었다. 스페인 사법부의 공식 조사에 따르면 이번 공격은 알카에다에서 영감을 받은 테러 조직이 주도한 것으로 밝혀졌다.(ETA와 알 카에다는 스페인 정부가 원래 지목했던 용의자였다.)
2005년 7월 7일 런던 폭탄 테러 (종종 7/7이라고도 한다.)는 아침 러시아워에 대중 교통을 사용하는 민간인을 대상으로 런던 중심부에서 발생한 일련의 조직적인 자살 폭탄 공격이었다. 2005년 7월 7일 목요일 아침, 4명의 이슬람 극단주의자들이 도시를 가로지르는 런던 지하철을 타고 세 개의 폭탄을 연속적으로 터뜨렸고, 나중에는 타비스톡 광장의 이층 버스에서 네 번째 폭탄을 터트렸다. 이 공격으로 민간인 52명이 사망하고 700명 이상이 부상당했다. 나중에 12개의 폭발하지 않은 폭탄이 런던 북부에 위치한 차에서 발견되었다. 4명의 용의자 중 3명은 Mohammed Silique Khan, Germaine Morris Lindsay, Shahzad Tawnier로 확인되었으며 그곳에서 그들은 오사마 빈라덴과 함께 코호트에 있는 것으로 밝혀졌다. 또한 오사마 빈 라덴과 라시드 러프가 런던 폭격을 계획했음을 보여주는 문서가 유출되었다.
2011년 노르웨이에서는 2011년 7월 22일 노르웨이에서 정부, 민간인, AUF( Workers' Youth League )가 운영하는 여름 캠프에 대해 우익 극단주의자 아네르스 베링 브레이비크에 의한 두 차례의 외로운 늑대형 테러가 연속적으로(자생적 테러리스트의 관용적 표현이다.) 발생했다. 이 공격으로 총 77명의 목숨을 잃었다. 첫 번째 테러는 오슬로의 밴 폭탄이었다. 밴은 총리실과 기타 정부 건물이 있는 사무실 블록 앞에 배치되었다. 폭발로 8명이 사망하고 최소 209명이 부상을 입었으며 이 중 12명은 중상을 입었다. 오슬로는 AUF 여름 캠프가 열리는 섬에 접근하기 위해 경찰관을 사칭하여 이 공격에 이어 총격을 가해 69명을 죽였다.
2013년 영국 정부는 울리치 거리에서 군인을 살해한 사건을 테러 공격으로 확정했다. 테러리스트 중 한 명이 손에 피가 묻은 채 방송을 통해 정치적 성명을 발표한 것이다. 이후 테러리스트 두 사람은 무장 경찰에 의해 무력화될 때까지 현장에 남아 있었다. 나중에 그들은 살인죄로 유죄 판결을 받았다.

Je suis Charlie ("I am Charlie") 슬로건은 언론과 출판의 자유를 지지하는 슬로건이 되었다.

2015년 1월 7일, 두 명의 이슬람 무장 괴한이 샤를리 에브도의 파리 본부로 강제 진입하여 총격을 가해 편집자 엘사 카야 및 Mustapha Ourrad, 손님 Michel Renaud, 유지 보수 작업자 Frédéric Boisseau 및 경찰관 Brinsolaro 및 Merabet 등을 살해하고 11명에게 부상을 입혔다. 부상자 중 4명은 중상을 입었다.
1월 9일, 경찰은 용의자들을 담마르탱앙고엘의 산업단지로 추적하여 잡았다. 또 다른 무장괴한은 지난 1월 8일에도 프랑스군 특수작전부대인 GIGN(프랑스군 특수작전부대)과 RAID, BRI(프랑스 경찰 특수작전부대)가 연합해 담마르탱과 포르테 드 빈센에서 동시다발적으로 경찰관을 사살하고 인질을 잡았다. 테러범 3명과 인질 4명이 체포 전 빈센 슈퍼마켓에서 사망했으며, 다른 인질들도 부상을 입었다.
베이루트 공격 28시간 후인 11월 13일, IS 테러범 3개 단체가 파리 제와 제아롱디스망의 여러 곳에서 대량 학살을 자행했다. 그들은 무려 총 130명 이상의 시민들을 죽였다. 인질들은 공연장 '르 바타클란'에서 3시간 동안 연금됐고, 특수경찰이 진입하기 전까지 90명이 숨졌다. 프랑수아 올랑드 대통령은 1960년 알제리 사태 이후 처음으로 프랑스 전역에 긴급 위협 절차를 실행했다.
2016년 3월 22일 아침, 자벤템의 브뤼셀 공항에서 2건, 브뤼셀 중심부의 말베이크 지하철역에서 1건의 자살 폭탄 테러가 발생했다. 이 사건은 보통 2016년 브뤼셀 공격이라고 알려져 있다. 민간인 32명과 가해자 3명이 숨지고 300여 명이 다쳤다. 이후 수사기관이 공항을 수색하던 중 또 다른 폭탄이 발견됐다. ISIL은 이번 공격이 자신들의 소행이라고 주장했다.

### 중동

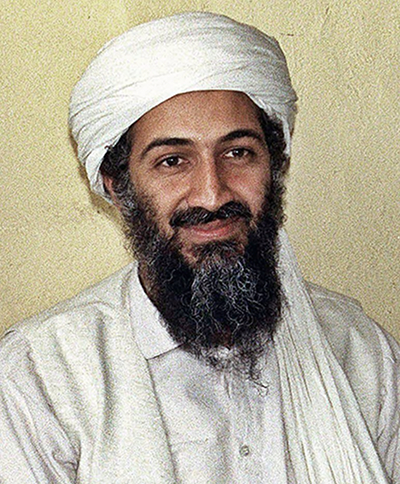
오사마 빈 라덴

2015년 1월 7일부터 1월 9일까지 일드프랑스 지역, 특히 파리에서 5건의 테러 공격이 발생했다. 2015년 1월 16일, 이 공격으로 3명의 가해자 외에 총 17명이 사망하고 22명이 부상을 입었으며, 그 중 일부는 중태였다. 다섯 번째 총격엔 사망자는 발생하지 않았다. 이슬람 사원에 대한 수많은 다른 작은 사건들이 보고되었지만, 아직 그 공격과 직접적으로 연결되지는 않았다. 이번 공격이 자신들의 소행이라고 주장하는 아라비아 반도의 알카에다는 이번 공격이 수년 전부터 계획되어 있었다고 주장했다. 이집트의 이슬람 원리주의 지도자였던 아이만 알자와히리의 조언을 받은 오사마 빈 라덴은 1988년 알카에다 (아랍어: القاعدة, "기지"를 의미)를 창설했다. 이후 빈 라덴은 1996년 사우디아라비아에 주둔한 미군에 대한 폭력적인 지하드를 맹세하는 선언문을 발표했다. 1998년 8월 7일, 알 카에다와 이집트 이슬람 지하드와 관련된 개인들이 아프리카 주재 미국 대사관 두 곳을 동시에 폭격하여 224명이 사망했다. 2000년 10월 12일 알카에다는 예멘 아덴항에 정박해 있던 미 해군 구축함 USS 콜호 에 대한 자살폭탄 테러인 USS 콜 폭격을 감행했다. 이 폭격으로 17명의 미국 선원이 사망했다.
2001년 9월 11일, 알카에다와 연계된 19명의 남성이 캘리포니아로 향하는 상업용 여객기 4대를 납치하여 그 중 2대는 뉴욕의 세계 무역 센터에, 세 번째는 버지니아 주 알링턴 카운티의 펜타곤에 추락시켰다. 네 번째(원래 워싱턴 D.C., 백악관 또는 미국 국회의사당) 여객기는 비행기 승객들의 반란 이후 펜실베이니아주 섕크스빌 근처의 들판으로 향했다. 이 공격으로 2,996명(납치범 19명 포함)이 사망하고 6,000명 이상이 부상을 입었다.
미국은 테러와의 전쟁을 시작함으로써 반격에 나섰다. 구체적으로 2001년 10월 7일 아프가니스탄을 침공하여 알카에다 테러리스트를 은닉해 온 탈레반을 축출했다. 2001년 10월 26일 미국은 미국 법집행 기관과 정보기관의 권한을 확대하는 애국법을 제정했다. 많은 국가에서 유사한 법률을 따랐다. 오바마 행정부 하에서 미국은 대규모 병력을 동원한 지상전에서 드론과 특수부대를 활용하는 전술로 전환했다. 이 작전은 2011년 오사마 빈 라덴을 사살한 실 팀 식스(Seal Team Six)의 공습을 포함하여 알카에다의 고위 간부 대부분을 제거할 수 있었다.

### 아시아
2007년 12월 27일, 베나지르 부토 파키스탄 총리가 2008년 파키스탄 총선을 위한 선전을 벌이던 중 지지자들과 함께 한 모임에서 암살당했다. 자살 폭탄 테러범이 다른 극단주의자들과 함께 그녀의 총격에 맞서 폭탄을 터뜨려 총리와 다른 14명을 죽였다. 그녀는 즉시 병원으로 이송되었고 사망 판정을 받았다. 베나지르 부토는 폭동 지하 디스트 그룹과 극단주의 그룹이 권력을 장악하고 있다고 세계와 함께 파키스탄에 경고했고  그 때문에 표적이 된 것으로 보인다. 그녀의 죽음에 대한 책임은 전직 파키스탄군 합동참모본부 의장 이기도 한 페르베즈 무샤라프 당시 대통령에게 있는 것으로 여겨졌다. 그녀는 살해 위협의 증가로 인하여 그녀에 대한 보호를 강화해달라는 요청을 무샤라프에게 여러 차례 건넸으나, 그는 요청을 거부했다. 그녀를 죽인 것은 알카에다임에도 불구하고 여론은 그녀의 우려를 심각하게 받아들이지 않은 무샤라프의 잘못을 지적하였다. 그러나 재판 기간 동안 그는 자신과 부토 사이에 그녀의 보호강화에 대한 대화가 있었다는 사실을 부인하였다.
2008년 뭄바이 테러는 파키스탄 비밀 기관인 ISI와 연계된 파키스탄 이슬람 테러 조직 라슈카레 타이바가 인도 최대 도시인 뭄바이를 가로질러 10건 이상의 조직적인 총격 및 폭격을 가한 사건이었다. 이 사건의 주요한 6개의 목표는 다음과 같이 알려져있다..
- 차트라파티 시바지역 – 이전에는 Victoria 역으로 알려졌다.
- 타지마할 궁전과 타워 호텔 – 호텔에서 6건의 폭발이 보고되었으며, 200명의 인질이 불타는 건물에서 구출되었다. 당시 유럽의회 의원들이 호텔에 머물고 있었지만 다친 사람은 없었다. 두 명의 테러리스트가 호텔에서 인질로 잡혔다.
- 레오폴드 카페(Leopold Café) – 10명이 사망한 최초의 공격 장소 중 하나였던 코즈웨이의 유명한 카페 겸 바
- 트라이던트-오베로이 호텔 – 마드리드 대통령이 식사를 하고 있던 이곳에서 폭발음이 들렸으나 부상은 없었다.
- 유대인 커뮤니티 센터인 나리만 하우스(Nariman House) – 두 명의 테러리스트에 의해 인질 상황이 발생했다. 건물의 조감도를 확보한 NSG가 건물을 습격하고 이 테러리스트들을 사살하여 인질들을 구출할 수 있었다.
- 카마 병원 – 파키스탄에서 쾌속정을 타고 도착한 10명의 범인이 건물을 봉쇄하여 인질을 잡고, 폭탄과 총으로 대량 학살을 감행했다. 결과적으로, 범인 10명 중 9명이 사망했다. 파키스탄은 그 남자들이 자국민의 일부라는 사실을 부인했지만, 결국 그 중 3명이 파키스탄 출신이며 그들에 대한 재판이 열릴 것이라는 문서를 공개했다.[203]

### 아메리카
2001년에는 역사상 두 번째 생물테러 사건 (첫 번째는 1984년 Rajneeshee 추종자들이 오레곤주 더 댈러스에서 일으킨 고의적인 식중독 테러 사건)이 발생했다. 탄저균 포자를 담은 편지가 여러 주요 미국 언론 매체와 두 명의 민주당 정치인에게  보내졌다. 이로 인해 생물학적 테러 공격으로 인한 최초의 사망자가 발생했다.
최근 미국에서 발생한 테러 공격에는 2015년 샌버나디노 공격, 보스턴 마라톤 폭탄 테러, 2016년 달라스 경찰관 총격 사건, 남부 찰스턴에 있는 임마누엘 아프리카 감리교 성공회 교회에서 발생한 다수의 흑인 교구민 총격 사건. 캐롤라이나, 우익 극단 주의자 및 백인 우월 주의자가 버지니아 주 샬롯 스빌에서 반 파시스트 시위대에 대한 차량 공격 등이 있다. 일부 분석가들은 인셀이 저지른 폭력을 테러리즘으로 묘사해야 한다는 목소리를 내고 있다.